# ドラゴンクエスト モンスターバトルロード
『ドラゴンクエスト モンスターバトルロード』は、2007年6月21日に稼動開始したスクウェア・エニックスのトレーディングカードアーケードゲーム。その後、2008年12月3日より『ドラゴンクエスト モンスターバトルロードII』、2010年1月15日より『ドラゴンクエスト モンスターバトルロードIIレジェンド』として展開した。

## 概要
ドラゴンクエストシリーズ初のアーケードゲーム。シリーズの本編第8作『ドラゴンクエストVIII 空と海と大地と呪われし姫君』に登場した「モンスター・バトルロード」をアーケードゲーム化した作品である。
スクウェア・エニックスとタイトーの経営統合のコラボレーション第一弾作品。企画・プログラムはロケットスタジオ。グラフィック・カードデザインは界グラフィックス。システム基板はTAITO Type-X2。プロデューサーは『VIII』でもプロデューサーを務めた市村龍太郎、ディレクターは本作の展開終了後に『ファイナルファンタジーXIV』のプロデューサー兼ディレクターを務めることになる吉田直樹。『VIII』及び『少年ヤンガス 』と同様、完全3Dとなっており、トゥーンレンダリングの技法が採用されている。
筐体には1プレーヤー用と2プレーヤー用に、赤と青のボタンが左右にそれぞれ備えられており、中央には「王者の剣」を模した巨大な剣が差し込まれている（続編の『バトルロードII』以降は「天空の剣」を模した剣になっている）。
プレイヤーチーム同士の対戦ができる筐体も存在し、全国各地で「勇者認定戦」というトーナメント方式の大会が開催されている。大会に参加するとバッジと、大会限定モリーセレクションカード4種類からランダムで1枚もらえる。トーナメントに優勝すると金、準優勝すると銀の勇者認定証が授与される。毎回大盛況で、参加者は抽選で決定された。全国大会も開かれ、優勝者は魔界からの使者ダリー＆ジョリーとのエキシビジョンマッチを行った。

## 歴史
- 2007年
  - 5月 - スクウェア・エニックスのパーティ上で、本作の製作が発表。招待されたウエンツ瑛士が開発者以外で最初にプレイした。彼は渡されたカードを巧みに使って何とか勝ち上がるも、強力なボスキャラクターの前にあえなく敗退した[4]。
  - 6月21日 - 第一章「暗黒神の胎動」が一部の店舗で先行稼動が開始される。
  - 6月22日-6月23日 - 先行稼動している店舗で特製カードの配布イベントを行う。
  - 7月 - 全国各地の店舗で正式稼動が開始され、勇者認定戦も開始される。
  - 7月14日-9月2日 - フジテレビ社屋とその周辺地域で開催された「ありがとう!お台場10周年 ザ・冒険王」で、通常の筐体と対戦用の筐体が設置される。
  - 9月14日 - 第二章「暗黒神の降臨」が稼動開始。新モンスター6体と新スペシャルカード2枚が追加。魔王の入れ替え。
  - 9月20日-9月23日 - 東京ゲームショウのキッズコーナーに出展。
  - 11月9日 - 第三章「闇の覇者 竜王」が稼動開始。通常のカードが「ゴールドコレクション」となり、ダブルスキャンシステムが導入される。新モンスター5体と新スペシャルカード2枚が追加され、旧スペシャルカード2枚が排出停止となる。魔王の入れ替えがあり、大魔王が別のモンスターになる。
  - 11月17日 - 勇者認定戦の第2シーズンが開始。従来のシングル対戦に加えて2対2のペア対戦が開催されるようになり、参加賞が変更になる。
- 2008年
  - 1月11日 - 第四章「覇者の咆哮」が稼動開始。新モンスター5体と新スペシャルカード2枚が追加され、旧スペシャルカード4枚が排出停止、第三章で排出停止になったスペシャルカード2枚が復活。魔王の入れ替え。
  - 3月14日 - 第五章「邪神の復活」が稼働開始。通常のカードが「プラチナコレクション」となり、ダブルスキャンシステムの組み合わせが増える。新モンスター5体と新スペシャルカード2枚が追加され、旧スペシャルカード3枚が排出停止、第四章で排出停止になったスペシャルカード1枚が復活。魔王の入れ替え。大魔王の入れ替え。
  - 5月9日 - 第六章「破壊神 シドー」が稼働開始。新モンスター5体と新スペシャルカード2枚が追加され、旧スペシャルカード2枚が排出停止、第五章まで排出停止になったスペシャルカード1枚が復活。魔王の入れ替え。
  - 6月28日-29日 - 「『ドラゴンクエスト モンスターバトルロード』感謝祭」が開催され、『ドラゴンクエスト モンスターバトルロードII』の製作が発表される。
  - 7月11日 - 第七章「王者への道」が稼動開始。カードが「ファイナルコレクション」となり、ノーマル・ゴールド・プラチナ・ロトの各コレクションが排出されるようになる。スペシャルカードがすべて入れ替わり、新スペシャルカードとともに「ロトスペシャル」として鳥山明描き下ろしのカードが排出されるようになる。さらに、戦闘シーンのBGM・1回戦の背景・昼夜がランダムとなり、すべての魔王・大魔王が出現するようになった。同時にカードの総販売数が1億枚を突破した事が発表される。
  - 7月19日-8月31日 - フジテレビ社屋とその周辺地域で開催された「お台場冒険王ファイナル〜君が来なくちゃ終われない!」で、通常の筐体と対戦用の筐体が設置される。
  - 9月26日 - 第八章「そして伝説へ…」が稼動開始。すべてのカードでノーマル・ゴールド・プラチナ・ロトの各コレクションが出揃う。
  - 12月3日 - 一部地域で『ドラゴンクエスト モンスターバトルロードII』の第一章「進化の秘法」が先行稼動開始。専用ICカード「冒険の書」が販売開始。
  - 12月31日 - 『ドラゴンクエスト モンスターバトルロード』が『ドラゴンクエスト モンスターバトルロードII』に完全に置き換わり、稼動を終了する。
- 2009年
  - 3月6日 - 第二章「覇者の逆鱗」が稼動開始。新モンスター10体・新スペシャルカード4枚・新アイテムカード9枚がそれぞれ追加。魔王の入れ替え及び追加。大魔王の追加。
  - 5月15日 - 第三章「魔界の王ミルドラース」 が稼動開始。新モンスター10体・新スペシャルカード4枚・新アイテムカード9枚がそれぞれが追加。魔王の入れ替え及び追加。大魔王の入れ替え及び追加。
  - 7月10日 - 第四章「シドー再臨」 が稼動開始。新モンスター10体・新スペシャルカード4枚・新アイテムカード5枚がそれぞれ追加。魔王の入れ替え及び追加。大魔王の入れ替え及び追加。
  - 9月11日 - 第五章「幻の大魔王」 が稼動開始。新モンスター10体・新スペシャルカード4枚・新アイテムカード5枚がそれぞれ追加。魔王の入れ替え及び追加。大魔王の入れ替え及び追加。『ドラゴンクエストIX 星空の守り人』との「超連動」開始。
  - 11月13日 - 第六章「すべてを滅ぼす者」 が稼動開始。新モンスター10体・新スペシャルカード4枚・新アイテムカード5枚がそれぞれ追加。魔王の入れ替え及び追加。大魔王の入れ替え及び追加。
- 2010年
  - 1月 - カード総販売枚数2億枚突破。
  - 1月15日 - 『ドラゴンクエスト モンスターバトルロードIIレジェンド』「よみがえる伝説」 稼動開始。新モンスター10体・新スペシャルカード4枚（うち2枚レジェンドSP）・新アイテムカード8枚がそれぞれ追加。魔王の入れ替え及び追加。大魔王の入れ替え及び追加。従来のバトルロードモードに加え、歴代ドラゴンクエストシリーズの戦いを再現する『レジェンドモード』が開始。
  - 3月12日 - レジェンド「怒れる大地」が稼動開始。新モンスター8体・新スペシャルカード4枚（うち2枚レジェンドSP）・新アイテムカード6枚がそれぞれ追加。魔王の入れ替え及び追加。大魔王の入れ替え及び追加。レジェンドクエスト追加。
  - 5月14日 - レジェンド「逆襲の魔王」が稼動開始。新モンスター4体・新スペシャルカード3枚（うち2枚レジェンドSP）・新アイテムカード5枚がそれぞれ追加。レジェンド魔王カード9枚が新規登場。魔王の入れ替え及び追加。大魔王の入れ替え及び追加。レジェンドクエスト追加。『ドラゴンクエストモンスターズ ジョーカー2』との「ジョーカー連動」開始。
  - 7月9日 - レジェンド最終章「勇者たちの挑戦」が稼動開始。新スペシャルカード3枚（うち2枚レジェンドSP）・新アイテムカード4枚がそれぞれ追加。全てのモンスターでノーマル（一部ラミネートあり）とロトコレクションが揃う。一部のモリーセレクションモンスターが復刻。レジェンド大魔王カード10枚が新規登場。魔王・大魔王が全て再登場。レジェンドクエスト追加。
  - 7月15日 - Wii移植版『ドラゴンクエスト モンスターバトルロードビクトリー』発売。
  - 8月31日 - 『ドラゴンクエスト モンスターバトルロードIIレジェンド』稼働終了。

### 補足
『II』と『レジェンド』では、稼動から1ヶ月後に「その章の後期」に移行していた。後期は排出カードは同じだが、一部敵キャラクターの変更が行われており、大魔王が1種類追加されている。『レジェンド』においてはレジェンドクエストも追加されている。
『よみがえる伝説』『逆襲の魔王』『勇者たちの挑戦』終了間際に発行元のカードが無くなり、一部店舗でカード完売による稼動停止という事態が相次いだ。対策として以前のカードの排出を店舗に依頼し、過去のカードを排出する旨の注意書きを添えた上で稼動を継続した。（店によっては『I』のカードを排出したこともある）
『I』に登場したモンスターカードは、『第一章 進化の秘法』から『逆襲の魔王』までに全てノーマルカードで復刻されている。
メーカーとしての稼動終了日時は2010年8月31日だが、実際にはその後も稼動を続けている店舗が多数存在した。2010年9月20日を以って筐体の回収が行われ、名実共に稼動は完全に終了した。

## ゲームプレイ
このゲームは、ドラゴンクエストシリーズに登場するモンスターが描かれた専用のカードを使ってプレイする。
コインを入れると、まずカードが1枚手に入る。対戦をせずにカードのみを購入することもできる。

### 対戦ルール
自分の持っているカードをゲーム筐体に読み込ませると、カードに描かれたモンスターを、ゲーム内で敵のモンスターと戦わせることができる。対戦は3対3で行われる。自分の持っているカードが3枚に満たない場合は、足りない分の味方モンスターをコンピュータが自動で補う。HPはモンスターチームで共有し、0になった時点で敗戦となる。
山に生息するモンスターなど生息地が同じモンスターや、ドラゴン･悪魔など同じ種族のモンスターなど、何らかの共通点を持つモンスター3体を組み合わせることで、組み合わせに応じた能力アップの効果を得られる。
『II』ではモンスターのほかに主人公を戦闘に参加させることができるようになった。職業は戦士や魔法使いなど数種類が存在し、職業によってモンスターの一部の技が変化するようになった。また、対戦に勝利すると経験値がもらえ、経験値が集まるとレベルアップし、HPや力などの能力がアップする。
モンスターに命令を与えるとき、特定の技を組み合わせると強力な「必殺技」が発動し、相手に大ダメージを与えることができる。2Pモードの場合、6体の技を組み合わせた「究極必殺技」の発動も可能である。
モンスターに命令を与えていき、ゲーム画面右下の「ゆうき」ゲージが満タンになると、筐体に刺さっている剣がせり上がる。その剣を押し込むと、「とどめの一撃」が発動する。この時自分の持っているカードを1枚挿入すると、カードに応じてグラフィックが変わり、与えるダメージ量も変動する。
お互いにオーブがあり、両者の「ゆうき」がゼロ及び満タンではない時、チームに命令を与える際にゆうきスロットルをひねると「つばぜりあい」が発動する。最初にそれぞれの「ゆうき」を賭けて（ゲージが下がって）剣がせり上がり、その剣を押し込んでランダムに上下するバーを止め、「連打倍率」を決定する。その際にゆうきスロットルをひねると、さらに「ゆうき」を賭ける代わりにバーの上下幅が大きくなる（この動作は2回まで可能）。その後、一定時間赤青のボタンを連打して対決を行う。この時「連打倍率」に応じてボタンの強さが決まる。競り勝った側は賭けた「ゆうき」が戻り、競り負けた側は賭けた「ゆうき」を失う。またつばぜりあいを行った主人公キャラや魔王・大魔王はそのターン他の行動ができなくなる（これを利用して相手の能力強化後等、攻撃を受けたくないターンの行動を強制的に封じるテクニックもある）。つばぜりあいができるのは1度の戦闘で1回のみ。
また、両者のとどめの一撃が同時に発動した場合もつばぜりあいが発生（既につばぜりあいを使用していても発生）。競り勝った側が先にとどめの一撃を発動し、負けた側がそれに耐えれば後攻でとどめの一撃を放つ。このつばぜりあいでは連打倍率の調整は行われない。なお、どちらか一方でも魔物使い･モンスターマスターの場合はつばぜりあいが発生せず、「かき消された」と表示され何も起こらないままターンが終了する。
また、一試合は最大6ターンまでであり、それでも決着が着かなかった場合は残りHPが多い方の勝ち、同じ場合は1ターンだけの延長戦に突入、それでも同じ場合は両者敗北となる。魔王をはじめとするボス戦の場合は、『I』では残りHPに関係なく敗北となり、『II』以降は敵が再度行動し、ダメージ9999の攻撃（防御･回避不能）を仕掛けてきて、強制的に敗北となる。

### 流れ
まず、第一回戦を戦い、勝ち進むと決勝戦となる。戦闘終了時には戦闘の評価が星マークとメッセージで表示され、それに比例した数値の経験値を獲得する。決勝戦勝利後、ある基準を満たしていれば、「魔王」と呼ばれるボス格の魔物たちと戦うステージに進む。魔王との戦いは3対1であるが、魔王は能力値が非常に高いうえ、技も多彩なため、弱点等の特性を熟知していないと勝つのは難しい。特定の魔王を倒すと、さらに強い大魔王が出現する。
『II』以降では、冒険の書を使用した状態で大魔王を倒すと、討伐数が記録されるようになった。また、それとは別に筺体ごとの討伐数も個々に記録され、それが一定数を超えると真の力を解放して技･能力の強化が施された真大魔王が出現する。大魔王を倒すとエンディングが流れ、その章で新規登場した真大魔王を倒した場合はエンディングの内容が次章の予告に変化する。

### その他のモード
チャレンジバトル
2人で協力して魔王と戦うモード。プレイヤー2チーム対魔王という6対1の変則バトルが楽しめる。スペシャルカードは2回まで使用することができる。魔王を倒すと大魔王が必ず出現する。こちらの戦力の増加に伴い、魔王･大魔王もHP増加、完全二回行動など相応の強化が図られている。
1人プレイの場合は魔王→大魔王の流れが固定されているが、2人プレイの場合はランダムで、出現する大魔王の種類は背景が優先されている
例：背景が竜王の城の場合：1人プレイでは竜王人間体もしくは魔王クラスのみが出現し、竜王人間体を倒した場合のみ竜王戦に移行（魔王クラスの場合は勝利してもゲーム終了）するというシステムだが、2人プレイではピサロ等他の魔王が出現することもあり、どの魔王・魔王クラスを倒した場合でも竜王戦に移行する。
「超連動」「ジョーカー連動」にも対応している。
筺体ごとの討伐数は記録されるが、冒険の書の討伐数は記録されず、エンディングも流れない。
チュートリアルモード
実際の画面を用いたモリーのレクチャーを受けられる。初心者でも安心してプレイ方法を習得できる。

## カードの種類

### モンスターカード
基本となるカード。バトルに参加するモンスターを召喚する。同じモンスターを2体以上チームに組み込むことは出来ない（2人プレイでも同様）。『I』ではノーマル・ゴールド・プラチナ・ロトの4種類のコレクションが存在し、普通に使用する際の能力は変わらないがダブルスキャン（マスターダブルスキャン）の効果が異なる。また、ロトコレクションは所謂レアカードで、描かれているイラストと文字が箔押しのデザインとなっている。『II』以降はノーマルとロトの2種類のみとなった。物によってはラミネート使用のカードも存在するが、見た目が違うだけで性能は通常のコレクションと同じである。

### アイテムカード
『II』より登場。主人公が装備するアイテムのカード。武器・鎧・盾の3種類があり、装備した武器によって主人公の職業と使える技が決定する。盾は能力には影響しないが、相手の攻撃を一定確率でガードすることがある。

### スペシャルカード
命令を与える際に読み込ませると、歴代ドラゴンクエスト作品に登場したキャラクターが助っ人として現れて味方チームを助ける。使い方次第で戦況を有利にすることが出来るが、1回の戦闘につき1度しか使えない。「SPカード」と表記されることが多い。スペシャルカードにも一部を除きモリーセレクションが存在するほか、『I』に登場した18種類には、鳥山明がイラストを手掛けた「ロトSPカード」がそれぞれ存在する。

### レジェンドSPカード
『レジェンド』シリーズで初登場した特殊なSPカード。原作である『ドラゴンクエスト』（第1作）〜『ドラゴンクエストIX 星空の守り人』までの9作品をモチーフにした全9種類が存在し、スキャンすると、それぞれの作品にちなんだSPカードの効果がランダムで発動する。また、とどめの一撃の際にスキャンした場合は、その作品の主人公のとどめの一撃が発動する。
カードの名前はどれも原作のサブタイトルと同じものになっており、描かれているイラストも、原作のパッケージイラストをベースにしたものである。

### レジェンドヒーローカード
『レジェンド』シリーズで初登場したカード。筐体からは排出されず、ニンテンドーDS版ゲーム作品や関連グッズの付録として収録された。歴代の勇者やその仲間をプレイヤーとして使用できるようになる。種類によっては仲間のモンスターが付いていることもある。以下のような特徴がある。
- バトルロードモード・レジェンドモードを問わずあらゆる場面で使用可能。
- そのカードのみで、ヒーローと一部の仲間モンスターのみを使用することになる。他のモンスターやアイテムカードは使用不可。
- 盾を持っているキャラの場合、特定の攻撃をガードできる。
- スペシャルカードは通常通り使用可能。
- つばぜりあいも発動可能（仲間モンスターがいないヒーローの場合、つばぜりあい終了と共にターンも終了する）。
- 主人公の職業はカード記載の「伝説の○○」の○○として扱われるが、経験値はその職業ではなくしあわせの箱に貯まる。
- とどめの一撃はカードを挿せばそのカードのものが、挿さなかった場合はレジェンドヒーロー固有のものが発動。
  - また、通常のキャラクターを使用している場合のとどめの一撃にレジェンドヒーローカードを挿入することでも、そのヒーロー固有の技を使用することができる。

### レジェンド魔王カード
『逆襲の魔王』で初登場したカード。歴代の魔王をプレイヤーとして使用できるようになる。種類によっては仲間のモンスターが付いていることもある。以下のような特徴がある。
- バトルロードモードなら人数問わず使用でき、乱入対戦でも使用できるが、レジェンドモードや公式大会では使用不可。
- そのカードのみで、魔王と一部の仲間モンスターのみを使用することになる。他のモンスターやアイテムカードは使用不可。
- 敵の魔王の技は6種類存在するが、自分が使用できるのはカード記載の2種類のみ。
- スペシャルカードは使用不可（2人プレイにて片方のみがレジェンド魔王の場合、使用可能回数は1回となる）。
- CPU戦はもちろん、対人戦においてもつばぜりあいはできない。
- 設定上、主人公は魔物使いとして扱われるが、経験値は魔物使いではなくしあわせの箱に貯まる。
- とどめの一撃は、カードの挿入如何に関わらず魔王・大魔王固有のものが発動。
  - また、通常のキャラクターを使用している場合のとどめの一撃にレジェンド魔王カードを挿入することでも、その魔王固有の技を使用することができる。

### レジェンド大魔王カード
『勇者たちの挑戦』で登場したカード。歴代の大魔王がイラストに描かれているが、レジェンド魔王カードとは異なり、スキャンするとその大魔王とバトルができるようになるというものである。特徴は以下の通り。
- チームスキャンの最初ないし途中にスキャンする必要がある。チームを完成させた後はスキャン不可（従来のBGMや環境を変更するカードと同様）。
- スキャンに成功すると、1戦目がその大魔王戦になる。
- その大魔王に勝利すると、それが真大魔王になったものが2戦目として出現する。
- 『IX』『ジョーカー2』との連動にも対応している。

2人プレイで使用する場合は、通常通りスキャンすることでプレイヤーが大魔王を使用可能となる他、プレイヤー1の最初のスキャン時に赤ボタンを押しながらスキャンすることで、1人プレイ時と同様にバトルを行うことができる。プレイヤーとして使用する際の特徴は以下の通り。
- スペシャルカードは使用不可（その為、真ゾーマと対峙した際は自動的に闇の衣が引き剥がされる）。
- 使用する技は敵として登場した際と同様ルーン文字で表記され、ターン毎に固定された2種類の技が発動する。見ただけでは発動する技が判別できないため、予め技の内容を熟知しておく必要がある。
- 自分からつばぜりあいを仕掛けることは出来ないが、対人戦で相手が仕掛けてきた場合は応戦可能。
- 合体モンスターの一種であり、データ上も主人公は魔物使いとして扱われるが、経験値は魔物使いではなくしあわせの箱に貯まる。
- とどめの一撃は、カードの挿入如何に関わらず大魔王固有のものが発動
  - また、通常のキャラクターを使用している場合のとどめの一撃にレジェンド大魔王カードを挿入することでも、その大魔王固有の技を使用することができる。
- 通常のチャレンジバトルおよび対人戦で使用可能だが、公式大会では使用不可。

なお、『I』のキャンペーンにおいても一部の大魔王カードが登場しているが、こちらは背景やBGMを変更するためのもので、レジェンド大魔王カードとは別物である。

### モリーセレクション
雑誌等の関連商品の付録や、キャンペーンの景品として配布されたカード。通常のカード（筺体から排出されるもの）とはデザインが異なり、モリーマーク（『I』では緑、『II』以降は赤）が箔押しされている。「合体モンスターカード」「武具セット装備カード」等、モリーセレクション限定のカードも存在する。
ステータス等は通常のものと変わらないが、モンスターカードのモリーセレクションは、ダブルスキャン（後述）を行うことができない（マスターダブルスキャンは可）。

## 冒険の書
『II』より、箇体画面モニター下にあるスロットに、専用のICカード「冒険の書」を差し込めるようになっており、様々なゲームデータを保存出来るようになった。最初に冒険の書を読み込ませた時のみ、プレイヤー名の入力画面になる。この時付けた名前は以降変更する事はできない。
冒険の書を差し込んだ状態でゲームをプレイし、バトルに勝利すると経験値が入り、一定まで溜まるとその時の職業がレベルアップし、ステータスが上昇する。
箇体にお金を入れる前に冒険の書を差し込む事で以下の選択肢が表示される。
つよさ
各職業毎のレベルとステータス（一度も使ったことの無い職業は表示されない）、これまでの勝敗数、各大魔王の撃破回数等を確認出来る。
カードだけ買う
ゲームをプレイせずカードのみ購入する。100円を入れる毎に1枚カードが払い出される。この際、1枚毎に「しあわせの箱」に経験値が蓄積され、次のゲームプレイ時に選んだ職業に溜まった経験値が全て加算される。また、職業「商人」の経験値もカードを買う毎に上昇し、レベルアップもする。
冒険の書をうつす
冒険の書には300回の使用回数制限があり、使い切ってしまった時に別の冒険の書にデータを写し変える事が出来る。
ふっかつのじゅもん
Wii版『ビクトリー』で特典を受けるための「ふっかつのじゅもん」を発行することができる。ふっかつのじゅもんは32文字のひらがなで表示され、翌日24時までの有効期間に『ビクトリー』で入力すると、アーケード版でのレベル、大魔王討伐数、レジェンドクエストクリア履歴に応じた「おしゃれ着」「称号」などの特典が獲得できる。なお、ふっかつのじゅもんを反映させるには、『ビクトリー』とアーケード版のプレイヤー名を同じにしておく必要がある。

## 職業
『II』からは主人公が戦闘に参加するようになり、カードをスキャンする段階で職業を選択するようになった。それぞれの職業が固有の能力を持ち、経験値を稼いでレベルを上げることができる。全部で11種類の職業が存在し、職業によって能力が異なり、モンスターの特定の技を「第3の技」に変更できる。また、主人公以外のキャラクターが特定の職業についていることもあり、ライバルチームの一員としてバトルに乱入してくることもある。

### 基本職
初期状態で使用することができる職業。
戦士
HPと力が高く、武器攻撃が得意な職業。武器を用いた多種多様な技を使うことができる。鎧を身に着けることができるため守備力も高い。そのため、前面に立って戦うことができる。その反面、すばやさは低く、賢さが低いため呪文による攻撃には弱い。また戦士用の鎧はほとんどが打撃耐性がつく。一方で、魔法使い用のローブを装備しても賢さは上がらない。
魔法使い
精神を集中させて強力な呪文を使う職業。素早さと賢さ、回避率が高い。呪文攻撃は守備力が高い相手に有効で、相手によって呪文を使い分けると大ダメージか見込める。力と身の守りが低いため、打撃攻撃には弱い。そのため、後方からの攻撃に向いている。魔法使い用のローブは種類が多く賢さが上がる物が多い。また戦士用の重い鎧（一部除く）を装備すると賢さが下がってしまう。
武闘家
パンチやキックといった肉体を使った攻撃が得意な職業。すばやい動きで相手の攻撃をかわし、強力な打撃を与える。攻撃力は戦士より低いが、素早さが高く打撃攻撃の中心になれる。その一方、身の守りと賢さは低い。戦闘服は身の守りが低いものの、装備するとすばやさと回避率が上昇し、行動が有利になる。
僧侶
回復呪文や補助呪文で戦闘をサポートする職業。また、賢さが高く呪文を使って攻撃することもできる。弱点が少ない一方、ステータスはあまり高くないので、仲間の援護が中心になる。魔法使いのローブをほぼ同様の条件で装備できる。
魔物使い
モンスターと心を通わすことができ、戦ったモンスターを仲間にすることができる職業。レベルアップで得た称号に対応したモンスターの能力を引き出して強化することができる。また、同じモンスターが描かれた色違いのカードを用いてモンスターを強化する「ダブルスキャン」を使用することができるが、称号による強化はされない。主人公が戦いに参戦しないためつばぜり合いは出来ないが、対人戦･ダーマの神殿チャレンジバトル･ライバル乱入戦を除いて敵のゆうき（魔力）ゲージが溜まることは無い。
商人
商売に長けた職業。カードを買う場面に登場するのみで、バトルに参加することはない。カードを買う事で商人の経験値が溜まっていくが、レベルを最大まで上げるには最低23万〜26万円という多大な資金が必要になる。商人の経験値が増えると、レジェンドヒーローカード『伝説の商人』を使用した際の攻撃力が上昇するが、バトルを行う度にそれまで獲得した経験値が大きく減少する。

### 上級職
初期状態では使用することができず、ある条件を満たすと使用することができる職業。使用する際には条件を満たした冒険の書が必要になる。上級職を使用するためには、「ダーマの神殿チャレンジバトル」という特殊な対戦に勝利する必要がある。このバトルでは過去のシリーズに登場した人物が対戦相手となる。
モンスターマスター
魔物使いよりもモンスターの扱いに長けた職業。ありとあらゆる種類のカードを用いてモンスターを強化する「マスターダブルスキャン」を使用できる唯一の職業となっている。また、称号による強化もパワーアップした。魔物使い同様つばぜり合いは使用不可。魔物使いの完全な上位互換であるため、モンスターマスターの試練を突破した後は魔物使いとして戦うことは出来なくなる。
バトルマスター
格闘術に長けた職業。戦士よりも高い力・身の守りを持ち、武闘家の素早さもある程度受け継いでいる。武器攻撃と肉体を使った攻撃のどちらも得意。武器カードを2枚用いて能力を強化したり、新たな武器を生み出す「ウェポンダブルスキャン」を使用することができる。
賢者
呪文の扱いに長けた職業。魔法使い・僧侶よりも賢さが高く、攻撃呪文によって相手に大ダメージを与えることができる。局面によっては補助呪文でサポートに回ることもできる。武器カードを2枚用いて能力を強化したり新たな武器を生み出す「マジックダブルスキャン」を使用することができる唯一の職業である。
大商人
経験をつんだ商人の総称。商人同様カードを買う場面に登場するのみで、バトルに参加することはない。レジェンドヒーロー『伝説の商人』についても商人と同じ。バトルで大商人の経験値を使い果たしても、商人に降格することはない。

### 特別職
上級職でさらなる経験を積んだ者だけが挑戦できる職業。上級職同様、「ダーマの神殿チャレンジバトル」に勝つことで転職できるようになる。
勇者
すべての職業の上に立つ存在。能力のバランスがよく、打撃と呪文の両方を使いこなすことができる。本作で装備できる武器は剣のみなので、呪文を使用することはできないが、バランスが良く高いステータスを持つ。また、どのモンスターでも相性による強化ができ、チームメイトの第3の技も使用できる。バトルマスターとは異なる組み合わせの「ウェポンダブルスキャン」が存在する。

## 音楽
本作では、過去のシリーズの楽曲が使用されている。過去のバージョンのBGMは、その曲が記されたキャンペーンカードをスキャンすると聴くことができる。魔王戦のBGMの種類は背景に従う（竜王の城なら『戦闘』、デスタムーアの城なら『敢然と立ち向かう』というようになるが、エビルマウンテンの場合のみ例外で、本来のBGMである『不死身の敵に挑む』はつばぜりあいやとどめの一撃で使用されているため、本来は『VI』のBGMである『魔物出現』で代用されている。これは魔王の種類が違う2人プレイにおいても変わらない）。
ドラゴンクエストシリーズ共通楽曲
間奏曲（インテルメッツォ）
モードセレクト画面で使用されている。
レベルアップ
『I』のレベルが表示される画面と『II』のレベルアップする場面で使用されている。
大当たり（ファンファーレ中）
戦闘に勝利した場面で使用されている。
セーブ
冒険の書に記録する場面で使用されている。
死
プレイヤーチームが負けた場面で使用されている。
呪い
「伝説の商人」のカードを使用した場合、戦闘終了時に経験値が減る場面で使用される。

ドラゴンクエスト
戦闘
『II』の第2章・第3章、『II』の第1章・第2章、『勇者たちの挑戦』の戦闘シーン、『レジェンドクエストI』の戦闘で使用されている。
竜王
『I』『II』『勇者たちの挑戦』『レジェンドクエストI』の対竜王（変身後）戦、『レジェンドクエストVIII』の対竜神王戦で使用されている。
フィナーレ
『I』の第1章・第2章・第3章・第4章・第7章・第8章と『II』の第2章・第3章、『よみがえる伝説』のエンディングで使用されている。
ドラゴンクエストII 悪霊の神々
Love Song 探して
『II』のステータス画面で使用されている。
戦い
『I』の相手チームが登場する場面と『II』の第4章・第5章の戦闘シーン、『レジェンドクエストII』の戦闘で使用されている。
死を賭して
『I』『II』『勇者たちの挑戦』『レジェンドクエストII』の対シドー戦で使用されている。
この道わが旅
『I』の第5章・第6章・第7章・第8章と、『怒れる大地』のエンディングで使用されている。

ドラゴンクエストIII そして伝説へ…
冒険の旅
『I』と『レジェンドモード』のカードをスキャンする場面で使用されている。
戦闘のテーマ
『I』の第3章・第4章・第7章・第8章、『II』の第6章、『よみがえる伝説』の戦闘シーンと『レジェンドクエストIII』の戦闘、および『II』『レジェンド』の相手チームが出現する場面で使用されている。
戦いのとき
『II』の第6章、『よみがえる伝説』『勇者たちの挑戦』『レジェンドクエストIII』の魔王戦で使用されている。また、魔王クラス・大魔王が出現する場面でイントロのみ使用されている。
勇者の挑戦
『I』『II』『よみがえる伝説』『勇者たちの挑戦』『レジェンドクエストIII』の対ゾーマ戦で使用されている。
そして伝説へ
『I』の第7章、『II』の第6章、『勇者たちの挑戦』のエンディングで使用されている。

ドラゴンクエストIV 導かれし者たち
馬車のマーチ
『II』『レジェンド』の味方チームが登場するシーンで使用されている。
栄光への戦い
『I』の第5章・第6章・第7章・第8章の戦闘シーン、『II』の第1章、『レジェンドクエストIV』の戦闘シーンで使用されている。
立ちはだかる難敵
『II』の第1章・第2章、『レジェンドクエストIV』の対魔王戦で使用されている。
邪悪なるもの
『II』『勇者たちの挑戦』『レジェンドクエストV』の対エスターク戦で使用されている。『ビクトリー』においてはガーディス戦でも使用されている。
悪の化身
『II』『勇者たちの挑戦』『レジェンドクエストIV』の対デスピサロ戦で使用されている。
導かれし者たち－終曲－
『II』の第1章、第5章、『逆襲の魔王』のエンディングで使用されている。

ドラゴンクエストV 天空の花嫁
戦火を交えて
『I』の第7章・第8章と『II』の第3章・第4章、『レジェンドクエストV』の戦闘シーンで使用されている。
不死身の敵に挑む
プレイヤーがつばぜりあい及びとどめの一撃を放つシーンと『II』『レジェンド』のダーマの神殿チャレンジバトルで使用されている。
大魔王
『II』『勇者たちの挑戦』『レジェンドクエストV』の対ミルドラース戦で使用されている。

ドラゴンクエストVI 幻の大地
勇気ある戦い
『I』のドルマゲスを除く対魔王戦・第7章・第8章の戦闘シーンと『II』の第5章・第6章 『レジェンドクエストVI』の戦闘シーンで使用されている。
魔物出現
『II』の第3章・第4章、『勇者たちの挑戦』『レジェンドクエストV』の対魔王戦（前述の通り、本来のBGMである『不死身の敵に挑む』はつばぜりあいやとどめの一撃で使われているため）、第6章と『よみがえる伝説』『怒れる大地』『逆襲の魔王』『勇者たちの挑戦』『レジェンドクエストVI』の対ダークドレアム戦で使用されている。
敢然と立ち向かう
『II』の第5章・第6章、『勇者たちの挑戦』、『レジェンドクエストVI』の対魔王戦で使用されている。
魔王との対決
『II』『勇者たちの挑戦』『レジェンドクエストVI』の対デスタムーア戦、魔王･大魔王がとどめの一撃を放つシーンで使用されている。

ドラゴンクエストVII エデンの戦士たち
血路を開け
『I』の第7章・第8章、『よみがえる伝説』『怒れる大地』『レジェンドクエストVII』の戦闘シーンで使用されている。
強き者ども
『よみがえる伝説』『怒れる大地』『勇者たちの挑戦』『レジェンドクエストVII』の魔王戦で使用されている。
オルゴ・デミーラ
『よみがえる伝説』『怒れる大地』『勇者たちの挑戦』『レジェンドクエストVII』の対オルゴ・デミーラ（モンスター形）戦で使用されている。

ドラゴンクエストVIII 空と海と大地と呪われし姫君
雄叫びをあげて
『I』の第1章・第2章・第7章・第8章、『怒れる大地』『逆襲の魔王』『勇者たちの挑戦』『レジェンドクエストVIII』の戦闘シーンで使用されている。
大聖堂のある街
『II』のカードをスキャンする場面で使用されている。
ドルマゲス
『I』『怒れる大地』『逆襲の魔王』『勇者たちの挑戦』『レジェンドクエストVIII』の魔王戦で使用されている。
おおぞらに戦う
『I』『怒れる大地』『逆襲の魔王』『勇者たちの挑戦』『レジェンドクエストVIII』の対ラプソーン戦で使用されている。
魔物出現!!
相手チームが登場する場面に使用されている。

ドラゴンクエストIX 星空の守り人
負けるものか
『逆襲の魔王』『勇者たちの挑戦』の戦闘シーンで使用されている。
渦巻く欲望
『逆襲の魔王』『勇者たちの挑戦』の魔王戦で使用されている。
決戦の時
『逆襲の魔王』『勇者たちの挑戦』の対エルギオス戦で使用されている。

## 登場モンスター
ビクトリーで追加されたモンスターに関しては、こちらを参照

### 第1章 暗黒神の胎動 より
スライム
プルプルしたジェリー状の青いモンスター。必殺技はスラ・ストライク。赤技：スラ・ストライク、青技：ミラクルフラッシュ、第三の技：ミラクルストライク。
スライムベス
オレンジ色になった色違いのスライム。必殺技はスラ・バーニング。赤技：ためる、青技：スラ・バーニング、第三の技：バーニングハート。
メタルスライム
とても高い経験値を持つメタル化した銀色のスライム。必殺技はイダテンのやいば。赤技：イダテンのやいば、青技：メラ、第三の技：デイン。
ドラキー
夜空を飛び回る吸血コウモリの姿をした夜行性モンスター。必殺技はちょうおんぱ。赤技：かみつく、青技：ちょうおんぱ。
タホドラキー
森で暮らす身体が緑色の色違いドラキー。必殺技はバギ。
ゴーレム
くずれかけたレンガブロックでできた土人形の姿をした大型モンスター。必殺技は必殺の右ストレート。赤技：必殺の右ストレート、青技：ラリアット、第三の技：コークスクリューブロー。
ゴールドマン
全身が黄金でできている色違いのゴーレム。必殺技はおうごんのはどう。赤技：だいちのいかり、青技：おうごんのはどう。
ストーンマン
レンガブロックが灰色となった色違いのゴーレム。必殺技は立ちふさがる。赤技：立ちふさがる、青技：たたきつける、第三の技：超・立ちふさがる。
スライムナイト
大きな緑色のスライムに乗った子供のように小さな騎士のモンスター。必殺技はとつげき。赤技：ジャンプ斬り、青技：とつげき、第三の技：イオ。
ミミック
宝箱に擬態することができるトラップモンスター。必殺技はするどいキバ。
ホイミスライム
ホイミを唱えるクラゲのような姿をしたスライム。必殺技はばくれつけん。赤技：ホイミ、青技：ばくれつけん、第三の技：ベホイミ。
バル
バベルボブルになる前で青い男性の姿をした怪人モンスター。必殺技は落雷。赤技：召雷、青技：いしあたま。
ベル
大玉のようなヨロイにまとう相撲取りのような力士モンスター。必殺技はボディーブロー。赤技：大回転、青技：ボディーブロー、第三の技：気功波。
ボル&ブル
大きな剣を持つ剣士である双子モンスター。必殺技はクロス斬り。赤技：クロス斬り、青技：回転アタック、第三の技：クロスカッター。
さまようよろい
さまよい歩いて動く剣と盾を持ったヨロイのモンスター。必殺技はキングダムソード。赤技：キングダムソード、青技：つるぎの舞。
ぼうれい剣士
雷を操る剣を持った青いボロボロのマントの姿をした剣士モンスター。必殺技はいなずま斬り。赤技：いなずま斬り、青技：サンダーボルト。
ギガンテス
大きな一つ目が特徴の青鬼のような巨人の姿をした大型モンスター。必殺技はぶんなぐる。赤技：ぶんなぐる、青技：ぶんまわす、第三の技：バイキルト。
うごくせきぞう
筋肉質のマッチョな男性の姿をした石像モンスター。必殺技はたおれかかる。赤技：たおれかかる、青技：ふみつけ、第三の技：大振動。
キラーマシン
剣と弓矢を持った四足歩行のロボットの姿をしたメカモンスター。必殺技はCODE014。赤技：CODE014、青技：CODE037、第三の技：CODE041。
おどる宝石
宝石のつまったお宝袋の姿をしたモンスター。必殺技はメラ。赤技：メラ、青技：マホトーン、第三の技：ベギラマ。
ベビーサタン
呪文が未熟なフォークを小悪魔の姿をした子供モンスター。必殺技はイオナズン。赤技：イオナズン、青技：冷たい息、第三の技：ベホマズン？。
じんめんじゅ
両腕と赤い目をした動く樹木の姿をした大樹モンスター。必殺技は枝のムチ。
しにがみきぞく
ロバのような青い馬に乗った貴族の服装を着た骸骨の姿をした騎士モンスター。必殺技は紋章の輝き。
スカルライダー
サーベルタイガーの骨のような六本足の骸骨の獣に乗った忍者の姿をした騎士モンスター。必殺技はしゃくねつ斬り。
プチアーノン
貝殻を持ったアオリイカの姿をした軟体モンスター。必殺技はかわいいおどり。
マドハンド
ヘドロでできた手の形をした泥モンスター。必殺技は仲間を呼ぶ。
いばらドラゴン
からみあったイバラでできたワイバーンの姿をした飛竜モンスター。必殺技はしめつける。
おばけきのこ
手足が生えた赤いシイタケの姿をしたキノコモンスター。必殺技はあまい息。
バーサーカー
オノを持った顔が黒い怪人の青年の姿をした戦士モンスター。必殺技はギガスラッチュ。
キラーパンサー
モヒカンとなったライオンのたてがみを持つヒョウの姿をした肉食獣モンスター。必殺技はしっぷうのキバ。
サイレス
ライオンとオオワシを合体させたグリフォンの姿をした三つ目の鳥モンスター。必殺技はわしづかみ。
くさった死体
ゾンビ化して動き出した人間の男性の姿をした死体モンスター。必殺技はどくばくだん。
おおきづち
木で作られた木製のハンマーを持った頭巾被りの小型モンスター。必殺技はパワースタンプ。
オーク
長い槍を構えた二足歩行をするイノシシの姿をした野獣モンスター。必殺技はれっぷう突き。
海竜
ドラゴンとなった胴体が長いサメの姿をした水竜モンスター。必殺技はジゴフラッシュ。
キメラ
ハゲタカとヘビを合体させた姿をした鳥モンスター。必殺技は炎の鳥。

### 第2章 暗黒神の降臨 より
バトルレックス
かえんの息を吐き出会った旅人すべてを炎で焼き尽くそうとするオノを持ったドラゴン。
ヘルパイレーツ
目にも止まらぬヤリさばきで積み荷を乗せた船を襲い船乗りたちを苦しめる地獄の海賊。
リリパット
敵を見つけてもすぐには近寄らずに遠くから弓矢で攻撃してくる慎重なモンスター。お花が大好き。
ドラキーマ
子ドラキーを眠らせるための子守歌が強力なラリホーになったドラキーママ。
ひとくいばこ
宝箱の姿で旅人たちを待ち伏せし大きな歯でバリバリかみついてくる。
はぐれメタル
世界中の冒険者たちが追い求めるモンスター。その身体はゼリーのようなふしぎな金属でできている。

### 第3章 暗黒の覇者 竜王 より
プリズニャン
囚人のようなシマもようから一部に熱狂的人気を誇る。いつもじゃれてばかりだがたまにヒャドを使うので注意。
ドラゴン
太古の時代から生き続ける巨大で強力なモンスター。荒れ狂う炎を吐きムチのように尻尾を振るう。
きめんどうし
頭を混乱させるメダパニを使う邪悪な魔道士。先に倒さないと仲間が大混乱してしまう。
メタルライダー
戦うために生まれたメタルスライムに騎乗したスライム族の勇敢な戦士。攻撃呪文は効きづらい。
ボストロール
巨体にふさわしいHPの高さはまさに脅威。いくら攻撃してもカンタンには倒せない強敵だが、頭は悪い。

### 第4章 覇者の咆哮 より
メタッピー
とても重い機械の身体を持つ鳥型モンスター。とまった木の枝が折れて落っこちてばかりいる。
あくましんかん
強力な呪文を使い鉄のこん棒を振り回す破壊神に仕える邪教の神官モンスター。
パンドラボックス
何が飛び出すかわからない邪悪なびっくり箱。びっくりしている隙にMPを吸い取り相手を弱らせる。
キラーマシン2
ドクター・デロトが開発した殺人兵器の第二号。両手の武器や弓矢で激しく攻撃してくる。
デンデン竜
チカラが強い上に強力なかえんの息を使いこなすおそるべき強敵モンスター。

### 第5章 邪神の復活 より
死霊の騎士
暗黒の世界を支配する神に仕えていた騎士。骨だけの姿になってもいまだ忠誠心は消えない。
アークデーモン
イオナズンを使いこなすおそろしく強大な悪魔。ミニデーモンの成長した姿とのウワサもある。
キラーマシン3
ドクター・デロトが開発した究極の殺人兵器。すべての武器を使いこなす最強のマシンモンスター。
どろにんぎょう
泥をこねて作った人形がいのちを持ち動き出した。ふしぎなおどりでMPを吸い取り相手を弱らせる。
あやしいかげ
無念のうちに倒されたモンスターたちの影がひとつに集まりあやしいかげに生まれ変わった。

### 第6章 破壊神シドー より
メタルキング
このモンスターに出会った人はうれしくてにっこりする。そして運良く倒せた人は笑いが止まらなくなる。
かくとうパンサー
おのれの強さを追い求めモンスターになった猛獣。直接攻撃するよりも呪文で戦うほうが有効。
マミー
死んだ後も救われず苦しみ続けたしかばねがよみがえったモンスター。生ある者を襲い続ける。
ダークランサー
闇の中から生まれたスライムダーク騎乗の漆黒のヤリ使い。攻撃呪文が効きにくい強敵モンスター。
シルバーデビル
猿のような姿と羽を持つずるがしこい悪魔モンスター。すばやい上にしゃくねつのさけびを吐き出す。

### バトルロードII 第1章 進化の秘法より
だいまどう
とてもかしこい魔法使いモンスター。ローブの中身を見た者はだれもいないという。
スターキメラ
燃えさかる炎をまとうキメラ族の亜種モンスター。翼から光り輝く羽を飛ばして攻撃してくる。
キースドラゴン
とても長い寿命を持ち氷をあやつる特殊なドラゴン。その吐息はすべてを凍りつかせる。
ダースドラゴン
強力なチカラを秘めるドラゴン族の一種。気性が荒く振り下ろされる爪の一撃は岩をも砕く。
シールドこぞう
いつも盾にかくれてコソコソしているおくびょう者。身をかくす盾はときどき勝手に動き出すらしい。
エビルスピリッツ
おぞましい魂が集いひとつに融合したモンスター。呪文が効きづらいのが特徴。
イエティ
ポンキッキのムックの同類。ベロを出して歯ねまわる白いフカフカモンスター。攻撃するとぶんれつしたりするらしい。
夜の帝王
昼には決して出会えないまさに夜の帝王。夜の森でおどる宝石をはべらせている。
炎の戦士
炎から生まれた気性の荒いモンスター。熱血ファイター。
アンクルホーン
魔人の肉体と獣の下半身を持つ強力モンスター。
さそりアーマー
とても硬い身体を持つサソリ型のモンスター。しっぽの針には強力などくがしこまれている。
プテラノドン
群れをつくって大空を飛ぶ鳥型のモンスター。クチバシは地面に刺さると抜けなくなるほど強力。
マネマネ
旅人の前にふわふわまごまご現れて変身の呪文を使っていたずらしてくる。
ラリホービートル
木々の間に隠れ住み獲物を見つけるとラリホーの呪文で眠らせるクワガタ。するどいアゴも強力。
ポイズンリザード
ジメジメしたどくの沼地やダンジョンに住みどくの息を吐くモンスター。
デュラハーン
暗黒神の玉座を守る精鋭モンスター。呪いのこもった盾は攻撃もしてくる。
あばれうしどり
鳥が牛のように進化した突然変異モンスター。ふだんは寝ているが目を覚ますとあばれ出す。
オーシャンクロー
大海原のツメと呼ばれる凶悪な海のファイター。船のスクリューのように回転して攻撃してくる。
ひとつめピエロ
見た目はかわいらしいが怒り出すと手がつけられない。いたずら好きで旅人の前にたびたび現れる。
ばくだんいわ
ゴロゴロ転がり不気味にほほえむ岩石モンスター。滅びの呪文メガンテを使うらしい。
ダンビラムーチョ
たぷたぷの巨大に似合わぬ知性派モンスター。バイキルトの呪文で攻撃力を上げてくる。
メーダ
ジメジメしたダンジョンの中に住むモンスター。迷い込んだ冒険者に触手を巻きつけてくる。
ゴースト
長い舌を持ついたずらが大好きなモンスター。森の中をウロウロして旅人が来るのを待っている。
岩とびあくま
岩の上を飛びまわり冷たい息で攻撃してくる。短く見える腕から強烈なビンタを繰り出す。
コドラ
まだまだ幼いドラゴンの子供。とても足が速く逃げようとしてもまわりこまれてしまう。
かぶとこぞう
重たそうな見かけによらずものすごく足が速い。大きなツノを突き出しまっすぐに突進してくる。
ライノソルジャー
身体よりも大きなオノを振りかざすサイ型モンスター。自慢のオノの一撃は地面も砕いてしまう。
スライムつむり
海が大好きなスライムがちょうどよい大きさのカラを見つけてその中で暮らしているらしい。

### バトルロードII 第2章 覇者の逆鱗より
メイジキメラ
キメラ族の中でもっともかしこいモンスター。氷の呪文と呪文の攻撃をたくみに使い分ける。
ベレス
大きなカマをかついだ悪魔モンスター。そのカマの一撃で魂までも刈り取ってしまう。
いたずらもぐら
ちいさな身体のわりにとても力が強い。ドンと呼ばれるボスの下で働いているらしい。
アームライオン
何本もの腕を振りかざす獰猛な獣モンスター。そのおたけびは大地をも揺るがすほどだという。
ももんじゃ
愛くるしい顔をした頑張り屋さんのモンスター。一生懸命だがちょっとおっちょこちょい。
しにがみのきし
捨てられた巨大なヨロイに死神のチカラが宿り動き出した。カブトのトサカに秘密があるらしい。
てっきゅうまじん
巨大な鉄球を振り回し出会った者を打ち倒す。とても好戦的で強力なモンスター。
おおめだま
大きな目玉に手足が生えた奇妙な姿のモンスター。怒らせると目玉が真っ赤になるらしい。
ガーゴイル
魔空の支配者と呼ばれる翼を持つモンスター。空中からの攻撃であざやかに敵を倒す。
カロン
いかずちの杖を振りかざす神官モンスター。

### バトルロードII 第3章 魔界の王ミルドラースより
コングヘッド
凶暴な顔を持つサル型モンスター。丸太のような腕で相手を一発で叩きのめす。
ひとくいサーベル
神殿の奥で忘れられた剣に魂が宿って動き出した。自分の身体を使って相手を切り刻もうとする。
ブリザードマン
とても高い山の氷河の中から生まれた氷の化身。気性が荒く炎の戦士とはとても仲が悪い。
シールドヒッポ
2枚の盾を持ち守りを固めたモンスター。普通の攻撃は軽々と跳ね返してしまう。
きとうし
森の奥に住むとてもかしこいモンスター。バーサーカーと一緒に住んでいるというウワサも。
サイコロン
不気味な仮面をかぶった謎めいたモンスター。仮面の下にはつぶらな瞳が隠されていたりする。
ドラゴンライダー
ドラゴンすらあやつることのできる魔人モンスター。ドラゴンとのコンビネーションはとてつもなく強力。
ピクシー
見た目はちいさいがとても気の強いモンスター。格闘が大好きで冒険者に挑みかかってくる。
シャドーサタン
魔界の奥で生まれた悪魔モンスター。長く伸びた腕で相手の心臓をうばい取ろうとする。
ホースデビル
魔人の肉体と馬の姿を合わせ持つモンスター。悪魔モンスターの中でもかなり手ごわい相手。

### バトルロードII 第4章 シドー再臨より
マンドレイク
厳しい環境で生きていくため根を足のように使って移動できるようになった攻撃的な植物モンスター。
しにがみ
死者の国である冥府の使いとして知られている霊体。見た目で侮るとするどいカマで魂を刈り取られる。
メタルドラゴン
ドラゴンの攻撃力を再現したドクター・デロトの最高傑作。その破壊力は山をも吹き飛ばすといわれている。
ソルジャーブル
魔族と魔獣を混ぜ合わせて生まれた戦士型モンスター。凶暴な性格で一度怒らせると手がつけられない。
クックルー
長い飾りトサカを持つ色鮮やかなオウム型モンスター。警戒心が強く人を見ると猛スピードで突進してくる。
ドラゴンキッズ
ふだんは群れで生活しているグレイトドラゴンの子供。身体がちいさいからといって侮ると大けがをする。
びっくりサタン
いつでもノリノリ歌っておどれる魔族の貴公子。しかしその青いズボンはステテコパンツ。
おばけキャンドル
邪悪な魔導師によって命を与えられたロウソク。身体をとかしながらも果敢に攻撃してくる。
ずしおうまる
たくみに武器を操る半人半獣の魔族モンスター。武器での攻撃だけでなく自然のチカラもあやつれる。
ビックアイ
草食で木の実を好んで食べるやさしいモンスター。遊んでほしくて旅人の前に姿を見せるらしい。

### バトルロードII 第5章 幻の大魔王より
ドラゴンゾンビ
朽ちたドラゴンのホネに魔界のチカラが宿って復活した。その硬いホネはとてつもない高い守備力を持っている。
エリミネーター
悪い心が魔界に引き込まれた犯罪者のなれの果て。とにかく好戦的だが意外とドジでユーモラス。
レッサーデーモン
獣に似た姿を持つ恐ろしい悪魔族のモンスター。低い姿勢から突然繰り出す攻撃には要注意。
スモールグール
草原に巣穴を作り地中で生活する根暗なモンスター。長い舌に酸性の唾液をしたたらせ襲いかかる。
グレムリン
いたずらを好み人間界のいたるところに出没する。炎を使ったいたずらをするので危険。
アンデッドマン
魔物と戦って命を落とした騎士が邪神官にあやつられる存在となってしまった。生前の技の数々は驚異となる。
リザードマン
爬虫類の見た目を持つ強力な戦士型のモンスター。数多くの剣技を使いこなす歴戦のつわもの。
しのどれい
無念のままに命を落とした奴隷が魔界のチカラで蘇った。重りの鉄球を外そうといつも頑張っている。
イーブルフライ
チョウや蛾のような模様の翼を持つ魔界の生物。多くの呪文を使いこなし小型ながら厄介なモンスター。
シャーマン
辺境に住み踊りや祈りで奇跡を起こす呪術師。身体に邪悪な精霊を乗り移すことができるという。

### バトルロードII 第6章 すべてを滅ぼす者より
ダッシュラン
ドラゴン族の中でもっともすばやく動けるモンスター。ダッシュのスピードはまさにその名にふさわしい。
ギズモ
邪悪な気配に命の因子が宿って生まれたモンスター。漂いながら怒りや憎しみのエネルギーを放出する。
きりかぶこぞう
強い魔力を蓄えた魔樹の切り株を頭に被っている。いたずら好きで色々なものを降らせ人を驚かせる。
ファーラット
モコモコした体毛を持つ人なつこいモンスター。柔らかい体毛は相手の攻撃を吸収してしまう。
れんごくちょう
美しく長い翼をはばたかせ優雅に飛ぶ鳥型モンスター。歌声は旅人を惑わせ戦意を失わせるという。
グレートオーラス
トドの姿を持つ獣人モンスターの暴れん坊。チカラ持ちで腕相撲はだれにも負けたことがないらしい。
ねこまどう
高い知力を持った半人半獣のネコ型モンスター。見た目で侮る相手にはお仕置きの肉球が唸りを上げる。
キャタピラー
硬い表皮に身を包んだ節足昆虫モンスター。成虫になってもイモムシの姿ですごすという変わり者。
シールドオーガ
生きている盾を2枚に分けてあやつる獣人モンスター。鉄壁の守りがああらゆる攻撃のダメージを軽減する。
ぐんたいガニ
浜辺の岩陰に隠れ住み群れをなしている巨大ガニ。見かけによらずすばやいので気を抜くとひっくり返される。

### バトルロードIIレジェンド よみがえる伝説より
アルミラージ
するどい角と紫色の毛皮を持つウサギのモンスター。見た目は可愛いが気象の荒い強敵。
なげきのぼうれい
伝染病で滅んだ古い修道院のかつての修道院長。とても高い魔法力で強力な呪文をはなってくる。
ごろつき
オノを振り回すマスクをかぶった巨漢の怪人。じまんの肉体を見せびらかし出会った旅人を襲う。
プロトキラー
ドクター・デロトが開発した最初の試作殺人マシン。起動テスト中に暴走し今も荒野をさ迷っているという。
切りさきピエロ
旅人の前に現れ翻弄して襲う地獄に棲む軽業師。手にした二つの剣であざやかな動きを見せつける。
キャットフライ
集団で移動し村や冒険者を襲うネコ型のモンスター。上空からするどい爪や歌声を響かせ襲いかかる。
ナイトリッチ
魔界の都ダークパレスに棲む邪悪な魔界の番人。死神と恐れられ暗黒の剣と呪文をあやつる。
ドロヌーバ
泥の中から生まれ魔王に命を吹き込まれたモンスター。泥をあやつり旅人の視界を奪って襲いかかる。
デビルアーマー
精巧に作られたヨロイに暗黒の命が宿り動き出した。強力な武器を手に立ちふさがる者をなぎ倒す。
モーモン
牛のような毛皮を持つ赤ちゃん悪魔モンスター。遊んでほしくて旅人をフワフワ追いかけてくる。

### バトルロードIIレジェンド 怒れる大地より
アルゴリザード
とても貴重な宝石を体内に持つトカゲ型モンスター。普段は大人しいが危険を感じると相手を威嚇する。
パペットこぞう
手作りの人形を持った一風変わったモンスター。旅人を笑わせたり泣かせたりするのが楽しいらしい。
メタルハンター
メタル系モンスターを狩るよう命令された殺戮マシン。経験値を求めてきた冒険者にも容赦なく攻撃する。
デスストーカー
獲物を追いかけ異世界へ迷い込んだ殺人モンスター。手にしたオノにチカラを込めて相手を一刀両断にする。
デスコーゴン
天魔王によって異世界から招かれた獣型モンスター。雄牛の姿に異世界の悪魔が乗り移ったらしい。
サーベルきつね
華麗なサーベルさばきで敵を翻弄する魔界の剣士。美しい剣さばきに見とれているとたちまち倒される。
デンタザウルス
無数の角が生えた頑丈な骨格を持つ恐竜モンスター。チカラまかせの突進攻撃すらとてつもない威力となる。
ヘルビースト
悪魔の像に暗黒の命が宿り人々を襲い始めた。硬い身体は剣をはじき返し光る瞳が旅人を惑わす。
さそりばち
群れをなして旅人を襲うサソリとハチの特徴を持つモンスター。一匹見つけたら逃げ出す方が得策。

### バトルロードIIレジェンド 逆襲の魔王より
ゴールデンゴーレム
黄金で作られた半人半馬の像に魔物の魂が宿った。手にした巨大なオノを軽々と振り回す強敵。
ポンポコだぬき
手にしたとっても大きな葉っぱがチャームポイントのダンスヒーロー。旅人を惑わすいたずらが大好き。
かまっち
死神から奪ったカマを持つロープでできたモンスター。ラリホーで旅人を眠らせ手にしたカマを振り下ろす。
スライムタワー
3匹集まればスライムだって強いはず！と思ったが意見があわずいつもグラグラしながら彷徨っている。

## 登場キャラクター
プレイヤー・進行役以外のキャラクターはスペシャルカードをスキャンすると登場し、攻撃してくれる。「とどめの一撃」の際にこれらのカードをスキャンすると、通常とは違う大技を繰り出す。
原作で主人公だったキャラクターは、本来プレイヤーごとに名前が異なるため、本作では原典のスクリーンショットや書籍等で用いられる名前（いわゆるデフォルトネーム）が使用されている。

### プレイヤー
男の子・女の子
『ドラゴンクエストV 天空の花嫁』から登場。『V』の主人公（伝説の魔物使い）の息子・娘。本編では男の子が戦士系の装備品を、女の子が魔法使い系の装備品をそれぞれ使っていたが、本作においては装備品に制限がない。

### 進行役
モリー
声 - 中田譲治
『ドラゴンクエストVIII 空と海と大地と呪われし姫君』から登場。モンスターバトルロードの主催者であり、メニュー画面などで案内役を務めているが、一部のキャラクターのとどめの一撃に参加することもある。
マイクマン
声 - バッキー木場
モリー同様、『ドラゴンクエストVIII 空と海と大地と呪われし姫君』に登場した。実況を担当する。

### 『ドラゴンクエスト（剣神ドラゴンクエスト 甦りし伝説の剣）』より
ロトの血を引く者
『ドラゴンクエスト』および『剣神ドラゴンクエスト』の主人公。かつてアレフガルドを大魔王から救った伝説の勇者ロトの子孫である。ラダトーム王・ラルス16世の命を受け、竜王を倒して光の玉を取り戻す旅に出る。剣術と呪文をバランスよく使いこなす。スペシャルカードで発動する「秘剣ドラゴン斬り」、とどめの一撃で発動する「必殺Vカッター」はいずれも『剣神ドラゴンクエスト』における必殺技であり、ロトの血を引く者の姿も同作品に準じたものとなっている。ただし、レジェンドSPカード「ロトの血を引く者」には旧作における姿が描かれている。また、『ビクトリー』には旧作における姿で放つとどめの一撃が存在。
登場SPカード　秘剣ドラゴン斬り　ロトの紋章
とどめの一撃　必殺Vカッター　勇者集結　奥義ダブルインパクト（ビクトリーのみ）

### 『ドラゴンクエストII 悪霊の神々』より
ローレシアの王子
『ドラゴンクエストII』の主人公。ロトの血を引く者とローラ姫の子孫である。大神官ハーゴンを倒すために、サマルトリアの王子・ムーンブルクの王女と共に旅に出る。呪文は使えないが力が強く、強力な武器を使いこなす。3人のスペシャルカードで発動する技はすべて『II』に登場するアイテムの名前である。とどめの一撃では3人で力を合わせて雷撃呪文「ミナデイン」を唱える（ローレシアの王子は本来呪文を使えないため、いなずまの剣で代用している）。
登場SPカード　いなずまの剣　ルビスの守り
とどめの一撃　ミナデイン　勇者集結
サマルトリアの王子
ローレシアの王子と同じロトの子孫の一人。のんびり屋な性格で、ローレシアの王子とは何度も入れ違いになった後に仲間になる。剣術・呪文の両方に長けている。
登場SPカード　はやぶさの剣　風のマント
とどめの一撃　ミナデイン
ムーンブルクの王女
ロトの子孫の一人。ムーンブルク城がハーゴン軍に襲撃された際、呪いで姿を犬に変えられてしまったが、ローレシアの王子達が発見したラーの鏡によって元に戻り、旅に同行することになる。力はないが多彩な呪文で危機を救う。
登場SPカード　ラーのかがみ　水のはごろも　まりょくかくせい（ビクトリーのみ）
とどめの一撃　ミナデイン

### 『ドラゴンクエストIII そして伝説へ…』より
伝説の勇者
『ドラゴンクエストIII』の男性主人公。魔王バラモスを倒すために故郷アリアハンを後にする。世界に1人しかいない勇者で、剣術と呪文をバランスよく使いこなす。スペシャルカードで発動する雷撃呪文「ギガデイン」は勇者のみが使える呪文である。とどめの一撃で放つ「ギガブレイク」という技は『VIII』で勇者エイトが使う究極の奥義である。また、本作では勇者に転職するための試練として「ダーマの神殿チャレンジバトル」を申し込んでくる。
『ドラゴンクエストIX』のアルティメットヒッツ版の初回特典として、彼をプレイヤーとして使用できるレジェンドヒーローカードが同梱。

### 『ドラゴンクエストIV 導かれし者たち』より
勇者ソロ
『ドラゴンクエストIV』の男性主人公。過酷な運命に立ち向かい、世界を脅かす巨大な悪と戦う伝説の勇者。導かれし者たちとの出会いを通じて勇者としての素質を開花させる。原作では初めて最強の電撃呪文「ミナデイン」を使用したキャラクターであり、とどめの一撃でも導かれし者たちと力をあわせて唱える。
王宮戦士ライアン
もとは別々の生活を送っていたが、運命に導かれて勇者のもとに集う『導かれし者たち』の一人。バトランドの王宮戦士。国を守る戦いのさ中、まだ幼き勇者を守るという使命を持ち、旅に出ることになる。典型的な戦士で、呪文は使えないが力が強い。旅に出る前の戦いでホイミスライムの「ホイミン」を仲間にしており、今作でもとどめの一撃「究極爆裂剣」で競演しており、ライアンが剣の腹でホイミンをホームランし、ホイミンが連続パンチを放ちつつ突撃するという連携攻撃。本作のとどめの一撃では『IV』で使用しなかった技を使うキャラクターも多い。また本作では戦士・武闘家からバトルマスターに転職するための試練として「ダーマの神殿チャレンジバトル」を申し込んできて、ホイミスライムのホイミンとさまようよろいのジョニーを従えて立ちはだかる。
Vジャンプの2010年5月号に、彼とホイミン、ジョニーのチームをプレイヤーとして使用できるレジェンドヒーローカードが付属。
王女アリーナ
サントハイムの王女。おてんばな性格で、城の壁を蹴って破壊するほど。「力試しをしたい」という理由で城を脱走し、追ってきたクリフト・ブライと共に旅に出る。武闘家タイプで呪文は使えないが、力と素早さが高い。スペシャルカード「キラーピアス」「ほしふるうでわ」は、いずれも原典でアリーナに装備させると強力なアイテムである。とどめの一撃は、気弾を放つオリジナル技「閃光烈火拳」。
神官クリフト
サントハイムに仕える神官。アリーナに片思いをしているが、当のアリーナは全く気づいていない。回復・補助呪文を覚える僧侶タイプ。とどめの一撃では「ザラキ」を連発するが全く効かず、最後は頭に来てメッセージウィンドウを踏み潰し、さらに上位の「ザラキーマ」を唱える。
魔法使いブライ
アリーナの世話係をしている老人。典型的な頑固者。氷の呪文「ヒャド」系統と補助呪文を得意とする魔法使い。とどめの一撃は、原作の「マヒャド」より上位の「マヒャデドス」を唱える。
武器屋トルネコ
大商人になることを夢見る男。妻のネネ、息子のポポロと三人暮らし。レイクナバでの下積みを積んだ後、エンドールに自分の店を開店、その後伝説の武器防具を集めるため、店をネネに任せて旅に出る。とどめの一撃「おっさん呼び」は『VIII』でヤンガスが使う技であり、今作ではブライ・ライアンと、『VIII』のトロデ・ヤンガス、モリーが競演している（Wii版『ビクトリー』ではさらに『VII』のメルビンが追加されている）。この際、「モリーの角笛」を吹き号令を送っている。
2010年3月21日発売のオフィシャルカードバインダーに、彼とおどる宝石、よるのていおうのチームをプレイヤーとして使用できるレジェンドヒーローカードが付属。状況によってはとどめの一撃をも上回るダメージを叩き出すことが可能だが、このカードを使用すると「カードだけ買う」で獲得した商人・大商人の経験値を消費し、レベルが低下する（レベルが1未満になったり、大商人から商人にランクダウンすることはない）。
踊り子マーニャ
モンバーバラで大人気の踊り子だったが、父エドガンの仇であるバルザックを倒すため妹ミネアと共に旅に出る。魔法使い系だが、ブライとは異なり「メラ」「ギラ」「イオ」など攻撃系の呪文を得意とする。とどめの一撃は、炎の竜巻を呼び起こすオリジナル技「疾風炎舞扇」。
占い師ミネア
マーニャの妹。マーニャ同様モンバーバラで占い師として大人気だった。派手好きなマーニャとは対照的に落ち着いた性格だが、リメイク版では多少腹黒くなっている。僧侶タイプだが、クリフトとは補助呪文が多少異なる。スペシャルカード「銀のタロット」は、原典でも何が起こるか分からないカードである。とどめの一撃は、水晶玉に映し出した未来の光景同様に、多数の隕石が天から降り注ぐ「天変地異」。
魔剣士ピサロ
魔族の王であり、自らをデスピサロと名乗った。本来は勇者と対峙した存在であるが、リメイク版の追加ストーリーによって仲間になる。スペシャルカードの「進化の秘法」は、かつて彼が人間を滅ぼすために研究していたものである。とどめの一撃で放つ、空間をも切り裂く暗黒の斬撃「ダークマター」は、敵キャラクターのピサロ・デスピサロも使用する。また、協力はしていないが勇者ソロの「ミナデイン」のムービーにも登場している。

### 『ドラゴンクエストV 天空の花嫁』より
伝説の魔物使い
『ドラゴンクエストV』の主人公。父親のパパスとともに旅を続けていた。過酷な運命に耐えながら成長を続け、魔物使いとしての能力を開花させる。原作では本作の主人公の父親でもある。戦いの中で魔物の悪しき心を取り除く能力を持ち、数多くの魔物たちを連れて悪しき野望を阻止した。回復呪文が得意で、ある程度の武具も使いこなす。とどめの一撃「モンスター呼び」では、仲間モンスターを多数呼び寄せて一斉攻撃を行う。本作では魔物使いからモンスターマスターに転職するための試練として「ダーマの神殿チャレンジバトル」を申し込んできて、スライムナイトのピエールとキラーパンサーのゲレゲレを従えて立ちはだかる。
2010年4月28日発売の『ドラゴンクエストモンスターズ ジョーカー2』の初回特典として、彼とピエール、ゲレゲレのチームをプレイヤーとして使用できるレジェンドヒーローカードが付属。
天空の花嫁ビアンカ
アルカパの宿屋の娘で、伝説の魔物使いの幼なじみ。一度別れてしまうが、成長した姿で再び姿を現す。原作における本作の主人公の髪型が黄色いことから彼らの母親でもある。攻撃呪文が得意。スペシャルカード「炎のリング」は、原作で婚約指輪に使われた（ただし彼女自身は装備できない）秘宝である。とどめの一撃は、炎のリングの力でマグマの雨を降らせ、対象を焼き尽くす「ボルケーノ」。
貴族の娘フローラ
サラボナの大富豪ルドマンの娘で、幼き日を修道院で過ごした過去を持つ。結婚相手を決める年頃になったため家に呼び戻され、そこで主人公の一行と出会う。おしとやかな性格ながら、強力な攻撃呪文を使いこなす。スペシャルカード「水のリング」は炎のリングと対になる秘宝である。とどめの一撃は、水のリングの力で大津波を呼び寄せる「大海嘯」。この際、乗ってくる馬車が高級志向になっている。
第三の女デボラ
ニンテンドーDS版『V』に登場した。サラボナの大富豪ルドマンの娘で、フローラの姉。DS版『V』でビアンカ・フローラに次ぐ花嫁候補として登場したため、肩書きが「第三の女」となっている。妹とは違い、強気な性格で直接的な戦闘が得意。とどめの一撃は、天高く跳躍して（この際、モリーとマイクマンは気球に乗り上空から実況を行っている）セントベレス山と山頂の大神殿を真っ二つに叩き割る足技を放つオリジナル技「裂空カカト落とし」。この際、馬車に接触して破壊してしまう。
流浪の王パパス
伝説の魔物使いの父親で、魔界に連れ去られた妻を取り戻すべく幼い息子と共に旅を続けていた。体力が強く、専用の剣を持つ。とどめの一撃「ホーリーエッジ」は、本作では新規登場の技。その際に従者のサンチョも登場する。この技は『モンスターズ ジョーカー』シリーズで登場する攻撃技である。

### 『ドラゴンクエストVI 幻の大地』より
勇者レック
『ドラゴンクエストVI』の主人公。ライフコッドの村で育ち、レイドックの城で魔王ムドー討伐の命を受けて旅をすることになる。打撃と呪文をバランスよく使いこなし、勇者にふさわしい能力を身に着けていく。とどめの一撃「ジゴデイン」を放つ際に振りかざす剣は、原作に登場したラミアスの剣ではなく天空の剣である。
旅の武闘家ハッサン
サンマリーノの大工の息子であるが、家業を継ぐことに嫌気が差し、家出をしてしまう。その後勇者レックと出会い、ともに魔王討伐の旅に出た。格闘技が得意で、本作でもその実力を見ることができる。とどめの一撃は、巨大な岩山の根元を拳打で破壊し、その岩山を持ち上げて投げつけるオリジナル技「超・岩石落とし」。
夢占い師ミレーユ
夢占い師グランマーズの弟子で、勇者レックとともに魔王討伐の旅を続けている。テリーの姉で、出会う人がみな振り返る美貌の持ち主である。オカリナで黄金の竜を呼び出し、魔王の城への道を開いた。とどめの一撃「マスタードラゴン」では聖なるオカリナでマスタードラゴンを呼び寄せ、炎で敵を焼き払う。
大魔女バーバラ
魔法都市カルベローナ出身の魔法使い。魔王の攻撃のより記憶を失ってさまよっていたところを勇者レックに発見され、行動を共にする。冒険の最中、復活したカルベローナにたどり着き、長老ブボールに出会うことで大魔女バーバレラの子孫であることを知らされ、彼女自身も大魔女として覚醒する。打撃が苦手なものの、強大な魔力を秘めているため呪文攻撃が得意である。とどめの一撃「マダンテ」は原作でもイベントで習得した最強の呪文である。また本作では魔法使い・僧侶から賢者に転職するための試練として「ダーマの神殿チャレンジバトル」を申し込んでくる。ライアンや伝説の魔物使いとは違いモンスターは従えておらず、一人で戦闘に挑む。
DS版『VI』の初回特典として、彼女をプレイヤーとして使用できるレジェンドヒーローカードが同梱。
ゲントの民チャモロ
ゲントの村で生まれ、村人たちのリーダーになる資質を見抜いた長老に育てられた。高い癒しの力で村人から信頼されている。神のお告げを聞き魔王討伐に協力する。常に冷静な物腰で、回復・治癒呪文を得意とし、バギ系の攻撃呪文も使いこなす。とどめの一撃では、バギ系最上位の呪文である「バギムーチョ」を唱え、自身を中心に巨大な竜巻を起こす。
さすらいの剣士テリー
ガンディーノ出身の剣士で、「青い閃光」の異名を持つ。幼い頃に離れ離れとなったミレーユの弟で、剣の腕前にはかなりの自信を持っており、強敵に一人で立ち向かうこともある。本作で使用する「秘剣ドラゴン斬り」はその一部である。とどめの一撃は、原作で遊び人を極めると稀に使用した「ジゴスパーク」で、愛用の雷鳴の剣に地獄の雷を宿らせて放つ。原作では強さを求める余り魔王デュランの部下となる場面があり、これを再現した『ビクトリー』のレジェンドクエストVIでは、バトルレックスのドランゴとキラーマジンガを従えて戦いを挑んでくる。

### 『ドラゴンクエストVII エデンの戦士たち』より
少年アルス
『ドラゴンクエストVII』の主人公。フィッシュベルの村にすむ少年。漁師の家で育ち、平和に暮らしていたが、島にある神殿で石版を発見し、台座にはめ込んだことで運命が大きく動いていく。手の甲に水の精霊の紋章を宿している。とどめの一撃は「アルテマソード」。
王子キーファ
グランエスタード王子で、少年アルスの幼なじみ。アルスと共になぞの神殿を探索し冒険に出ることになるが、ユバールの民族に出会ったことで彼の人生は大きな転機を迎えることになる。呪文の使えない戦士タイプ。本作のスペシャルカードは「稲妻雷光斬」だが、とどめの一撃は「真空火炎斬り」を放つ。その際に妹のリーサが競演している。
少女マリベル
少年アルスの幼なじみで、フィッシュベルの村の網元の娘。勝気な性格で、神殿を探索していたアルスとキーファの後をつけて冒険にも同行していく。能力は魔法使いに相当する。とどめの一撃はマグマの杖の力で凄まじい業火を呼び寄せる「煉獄の火炎」。ムービーでは仲間のガボとメルビンが競演している。

### 『ドラゴンクエストVIII 空と海と大地と呪われし姫君』より
勇者エイト
『ドラゴンクエストVIII』の主人公。トロデーン城の兵士だったが、ドルマゲスによって城にかけられた呪いを解くために、姿を魔物に変えられたトロデ王・馬にされたミーティア姫と共に旅を続ける。原作には登場しないロトの剣を背負っている。とどめの一撃で発動する「ドラゴンソウル」は北米版『VIII』からの輸入技である。
大盗賊ヤンガス
かつてパルミドで名を馳せた大盗賊だったが、自分が襲ったにもかかわらず命を救ってくれたエイトを「兄貴」と慕い旅に同行する。成長自体は戦士タイプだが、オノ・鎌といった独特の武器を使いこなす。とどめの一撃では、戦斧術の秘技「烈風獣神斬」を放つ。この際、他の3人は神鳥レティスに乗って登場するが、彼はキメラに乗っており、さらには着地の際に地面にめり込んでしまう。
魔法使いゼシカ
リーザス村の大富豪アルバート家の娘。自他共に認める抜群のボディスタイルが特徴。兄サーベルトの仇であるドルマゲスを追い、エイト達の旅に同行する。魔法使いタイプだが、育て方次第で長剣など強力な武器が使えたり、蘇生の呪文「ザオリク」や本作のとどめの一撃でもある究極呪文「マダンテ」が使える。原作ではドルマゲス撃破後に神鳥の杖を拾ったことでラプソーンに操られ、呪われしゼシカとなって勇者エイト達と戦うイベントが存在し、これを再現した『ビクトリー』のレジェンドクエストVIIIでは原典で召喚していたシャドー2匹と共に立ちはだかる。なお、この戦闘では魔力のオーブもあり、つばぜりあいも可能。とどめの一撃は通常時同様「マダンテ」だが、登場の際、神鳥レティスではなく魔犬レオパルドに乗って現れる。
聖堂騎士ククール
ドニの町の名家の息子だったが、幼くして両親を亡くしマイエラ修道院に預けられる。父親同然だったオディロ院長をドルマゲスに殺され、志が同じであるエイト達の旅に同行することになる。自らの容姿を生かして女性を口説いたり賭博を行ったりすることが多く、本作でもそれを活かした「みわくの眼差し」というスペシャルカードが存在する。位置付けは僧侶だが、エイトに次いで強い武器が装備できたり、終盤になると非常に強力な特技を習得するなどバリエーション豊かである。とどめの一撃は弓術の秘技「シャイニングボウ」。

### 『ドラゴンクエストIX 星空の守り人』より
守り人ナイン
『ドラゴンクエストIX』の男性主人公。ウォルロ村の守護天使を務めていたが、天使界が謎の光を受けたことで翼と頭の光輪を失い地上に墜落したため、人間に扮して地上に散らばった「女神の果実」を探す旅に出ることになる。原作ではプレイヤーごとに姿が異なる（性別・顔・髪型を自由に設定できた）ため、本作では公式イラストの外見で登場している。とどめの一撃は原作における超必殺技の一つ、「覇王斬」。
妖精サンディ
守り人ナインの旅に同行する、見た目・言動ともにコギャルを彷彿とさせる妖精（本人は妖精ではないと主張しているが、今作のカードには「妖精」と明記されている）。女神セレシアの妹で、天の箱舟の操縦士を名乗るが、実際はバイトで行っているらしい。原作では旅のアドバイスやツッコミ、戦歴画面でのコメントを担当しており、戦闘には参加しないキャラクターである。とどめの一撃は原作の職業・スーパースターの得意技「バックダンサー呼び」。原作ではダンサーが出現したが、今作ではモンスター達とモリーが呼び出される。
運命の天使ラヴィエル
全身が半透明の女性の天使で、守り人ナインの師・イザヤールの双子の妹。常にリッカの宿屋のカウンターに腰掛けており、「天使のとびら」を開いて複数のプレイヤーによるマルチプレイを行えるようにしてくれる。サンディ同様原作では戦闘に参加しないキャラクターである。とどめの一撃はカマエルが錬金したセラフィムの弓で無数の光の矢を放つ「エンジェルアロー」発動時のムービーでは、リッカの宿屋の面々やゲストとして来店するシリーズ他作品のキャラクターが数名出演している。

## 魔王クラス・魔王・大魔王

### 合体モンスター（魔王クラス）
巨大な1体のモンスター。
特定の3体のモンスターを組み合わせると、プレイヤーキャラとして使用することもできる（モンスター登録による順番は関係ない）。通常のモンスターに比べて能力が格段に高く、赤ボタンで発動する技が2回連続攻撃であるなど非常に強力であるが、行動回数が少ないためゆうきゲージが溜まりにくく、1体で戦うために状態異常が命取りになるなどの欠点も存在するため、それらをいかに克服するかが鍵となる。また、一部のキャンペーンで配布されている合体モンスターのカードをスキャンすると、その1枚で合体モンスターを使用可能となる。なお、合体モンスターにはダブルスキャンや称号による能力強化は（『ビクトリー』ではおしゃれ着の効果も）適用されない。
また、戦闘中に合体モンスターの基となるモンスター2体と主人公が戦闘メンバーに居る状態で、最後の1体のモンスターをスキャンすると合体モンスター召喚が発生し、合体モンスターの技が一時的に発動して相手にダメージを与えることができ、通常の技にはない特殊効果が発生することもある。合体モンスター召喚はスペシャルカードの使用と同じ扱いのため、既にスペシャルカードを使っている場合は召喚できず、（逆もまた然り）召喚したターンは他の行動が出来ない。
『I』第1章から登場
キングスライム
『ドラゴンクエストIV 導かれし者たち』で初登場した。スライムたちの合体した姿である。スライムたちが合体して出現することもあれば、単体で出現することもある。押しつぶして攻撃してきたり、馬車のドアを閉めてパーティーの交代をできなくする。本作でも押しつぶし攻撃は健在である。
グレートドラキー
『ドラゴンクエストVIII 空と海と大地と呪われし姫君』に登場した。ドラキーたちの合体した姿である。『VIII』では「ビッグバン」で攻撃したが、本作では流れ星を降らせて攻撃してくる。
バベルボブル
『ドラゴンクエストVIII 空と海と大地と呪われし姫君』に登場した。「天空の使者」バル・「大地の化身」ベル・「知の翼」ボル・「力の翼」ブルの4体が合体した姿で（本作ではボルとブルは「ボル&ブル」として1体分のモンスターになっている）、大きな剣による二刀流で激しく斬りつけてくる。合体モンスターではあるが、実際は4体のモンスターが肩車しているだけである。そのため、攻撃時やダメージを受けた際は分裂する演出が入る。

『I』第3章から登場
暗黒の魔人
『ドラゴンクエストVIII 空と海と大地と呪われし姫君』に登場した。暗黒魔城都市のガレキを集めて作られた巨大なモンスター。崩壊する暗黒魔城都市で出現し、脱出しようとする勇者エイトたちを苦しめた。動きは遅いが桁違いのパワーで相手を圧倒する。原典での行動は力任せに殴りつけるだけであったが、本作では凄まじい熱線で薙ぎ払う技が新たに追加されている。
キングミミック
『ドラゴンクエストVIII 空と海と大地と呪われし姫君』に登場した。ミミックの上位に位置するモンスターで胴体に当たる巨大な宝箱と、腕を思わせる2つの小型の宝箱の蓋で構成される。牙による攻撃のほか、呪文による攻撃も得意とする。
怒りの魔人
『ドラゴンクエストVIII 空と海と大地と呪われし姫君』に登場した。ゴーレム・ストーンマン・ゴールドマンの3体が合体して誕生する巨大なゴーレムである。全身から怒りの波動を発していて、すさまじい攻撃力と鉄壁の守備力を誇る。そのため、多少の攻撃にはびくともせず、痛恨の一撃が出ると相手のHPを大幅に削り取る。

『I』第5章から登場
スーパーキラーマシン
本作オリジナルのモンスター。ドクター・デロトが開発した殺人兵器たちがひとつに合体した姿である。解説によれば一種の暴走形態で、ドクター・デロトにも制御できていない。相手を確実にしとめるための武器を全身に搭載していて、それらを使って攻撃してくる。また、巨大な大砲に変形することもできる。後に『ドラゴンクエストIX 星空の守り人』に登場した（『IX』では文字数制限の関係から「Sキラーマシン」と表記）。
ボーンファイター
『ドラゴンクエストVI 幻の大地』で初登場した。闇の世界からよみがえった高位のゾンビモンスターである。4本の腕にそれぞれ武器を持っていて、激しく斬りつけてくる。ゾンビモンスターのため、ゾンビキラーによる攻撃や「ゾンビ斬り」「グランドクロス」といった死者を清める技に弱い。『VIII』で使っていた「かえん斬り」「マヒャド斬り」「いなずま斬り」「しんくう斬り」の4つの剣技をひとつに融合させた技が本作で使用する「マルチエレメントソード」である。

『I』第7章から登場
スライムジェネラル
本作オリジナルのモンスター。ひげの生えた赤いスライムに乗っている百戦錬磨の老戦士。巧みな剣術を使いこなす。後に『ドラゴンクエストIX 星空の守り人』に登場した。

『II』第1章から登場
プラチナキング
『ドラゴンクエストVII エデンの戦士たち』で初登場した。メタル系モンスターの最高峰に位置するスライムである。HPは全ての合体モンスターの中で最も低いが、呪文はほぼ通用しない上、守備力･回避率も非常に高いため、非常に倒しづらいモンスターである。一方で、撃破時に得られる莫大な経験値も健在である。
ギガントドラゴン
『ドラゴンクエストVII エデンの戦士たち』で初登場した。超巨大な体を持つドラゴンである。ズバ抜けて高いHPと破壊力の大きいツメでの攻撃が特徴である。また、灼熱のブレスを吐き出すこともできる。ドラゴン族に属するため、ドラゴンキラーによる攻撃や「ドラゴン斬り」に弱い。本作でもスペシャルカード「秘剣ドラゴン斬り」が登場し、武器カード「ドラゴンキラー」が登場するため、これらのカードで発動する攻撃技に弱い。
ドン・モグーラ
『ドラゴンクエストVIII 空と海と大地と呪われし姫君』に登場した。アスカンタ城の宝物庫から月影のハープを盗み出したモグラたちの親玉である。歌が好きなものの、とんでもない音痴で、子分たちはその歌声に苦しんでいる。本作でも月影のハープを持っている上、その歌声も健在である。本作では両手で相手を殴りつけるが、その際に子分を呼びつけて月影のハープを預けるシーンが展開される。

『II』第2章から登場
ウルトラキメイラ
『ドラゴンクエストVI 幻の大地』で初登場した。キメイラの上位にあたるモンスターで、くちばしで激しくつついて攻撃してくる。『VI』では炎のブレスで攻撃し、冷気に弱いという設定だったが、本作では氷を身にまとって突進する攻撃を行い、熱気に弱いという、正反対の設定となっている。
おにこんぼう
『ドラゴンクエストIV 導かれし者たち』で初登場した。大型の魔物で、巨大なこんぼうを軽々と振り回して攻撃してくる。

『II』第3章から登場
ブオーン
『ドラゴンクエストV 天空の花嫁』に登場した。サラボナの町の言い伝えに登場する小山ほどの巨体を持つ大悪魔。サラボナのルドルフによって封印されていたが、年月とともに封印は弱まり、ルドルフの子孫であるルドマンの時代に復活した。しかし、ルドルフがその存在を書物に書き残し、それを一族が代々伝えてきたため、子孫のルドマンによって存在を知らされた伝説の魔物使いによって倒される。巨体から繰り出される怪力と電撃による攻撃が得意。本作は原作より多少小さくなっている。

『II』第4章から登場
デーモンキング
『ドラゴンクエストVI 幻の大地』で初登場した。上級の悪魔で、炎を自在に操って攻撃してくる。攻撃力も高い。

『II』第5章から登場
ゲリュオン
『ドラゴンクエストVII エデンの戦士たち』で初登場した。ヒョウ柄の体毛をした魔獣。背中に翼が生えており、空中を自在に飛び回ることができる。空中から飛びかかって襲ってくる。

『II』第6章から登場
勇車スラリンガル
『スライムもりもりドラゴンクエスト2 大戦車としっぽ団』に登場した。スライムたちが敵の戦車と戦うために完成させた巨大な戦車で、内部に大勢のスライムたちが搭乗している。スライムたちが砲手となり、大砲を発射して攻撃する。本作での攻撃手段はすべて大砲による攻撃で、砲手となっているスライムの姿も見ることができる。

『よみがえる伝説』から登場
カンダタ
『ドラゴンクエストIII そして伝説へ…』で初登場した。自他共に認める悪党で、子分を従えて強盗・誘拐・詐欺など数々の悪事をこなす。ロマリア王の王冠を盗んでシャンパーニの塔に潜伏していたところ、ロマリア王の依頼を受けた勇者の一行と遭遇する。本作でも自慢の斧による攻撃や、子分との連携攻撃を得意とする。なお、本作では最初に戦う時の体色で登場。

『怒れる大地』から登場
黒騎士レオコーン
　『ドラゴンクエストIX 星空の守り人』に登場した。セントシュタイン王国に突如現れ、国民を恐怖に陥れた黒い鎧の騎士である。その正体は数百年前にルディアノ王国に仕えていた騎士で、『黒薔薇の騎士』と称えられる程の人物だったが、ルディアノを滅ぼすために現れた妖女イシュダルに一目惚れされ、現代まで呪いの空間に幽閉されていた。肉体は既に死亡して骸骨化しているが魂は生きており、世界を襲った大地震で解放され、生前の許婚であったルディアノの姫を探して各地を彷徨っていた。手にした槍から繰り出される連続突きは凄まじい威力を誇る。

### 魔王
前述のレジェンド魔王カードをスキャンするとプレイヤーとして使用できるようになる。詳しくは上述。
『I』第1章から登場
魔性の道化師 ドルマゲス
『ドラゴンクエストVIII 空と海と大地と呪われし姫君』に登場した。トロデーンの城に強力な呪いをかけ、王を魔物、姫を馬の姿に変えてしまった。『I』では原典における第一形態（人間の姿）で登場していたが、『レジェンド』では変身後の姿で登場する。強力な呪文攻撃が得意。「スクウェア・エニックスパーティー2007」において、ウエンツ瑛士のチームを打ち負かした魔王でもある。

『I』第5章から登場
ロンダルキアの悪魔たち（アトラス・バズズ・ベリアル）
『ドラゴンクエストII 悪霊の神々』に登場した。ロンダルキア台地の神殿で邪神官ハーゴンを守護する魔物たち。単体で登場した『II』とは違い、3体でチームを組んで襲ってくる。アトラスは怪力を誇る一つ目の巨人で、巨大なこん棒を軽々と振り回す。バズズはすばやい動きで接近し、するどいツメで切り裂いてくる。ベリアルは強力な爆発呪文「イオナズン」を連発してくる。後の『レジェンドクエストII』では6章にアトラスが、7章ではハーゴンのお供としてバズズとベリアルが登場する。

『II』第1章から登場
魔剣士 ピサロ
『ドラゴンクエストIV 導かれし者たち』に登場した。多数の魔物を束ねており、魔物の城デスパレスを拠点としている。剣術に長けていて、その実力は多くの魔物を凌駕する。『IV』ではストーリーに大きくかかわる重要なキャラクターであった。本作ではリメイク版で新たに書き起こされた姿で登場する。前述のように、SPカード（味方側）としても登場する。

『II』第2章から登場
悪の化身 竜王（竜王人間体）
『ドラゴンクエスト』に登場した。すべての魔物をすべる邪悪な竜族の王で、アレフガルドから光の玉を奪い、世界を闇に閉ざしてしまった。さらには部下をラダトームの城に送り込み、ローラ姫を連れ去ってしまった。人の姿をしているが、これはかりそめの姿である。直接攻撃はあまり得意ではないが、杖から放たれる呪文の威力は大きい。『I』ではロトの血を引く者に対して「自分の部下になれば世界の半分をやろう」と語りかけるシーンが展開され、これに従うとバッドエンドになってしまうという演出がなされた。本作でもこのシーンを生かした「闇へのいざない」という技があり、この技には相手を動揺させて混乱させる効果がある。

『II』第3章から登場
邪教の使徒 ゲマ
『ドラゴンクエストV 天空の花嫁』に登場した。邪悪な教団「光の教団」の信徒で教祖イブールの下部。『V』ではグランバニア王パパスの息子（後の伝説の魔物使い）を人質にとり、無抵抗のパパス王を殺害するなど、シリーズ屈指の冷酷さを誇るキャラクターであった。さらにリメイク版では一度敗北したが生き延び、イブールに反旗を翻して殺害した後、グランバニアのマーサ皇太后にも危害を与えるなど、冷酷さ・凶悪さにも磨きがかかっている。最後は自分が見逃したためにグランバニア王へと成長したパパスの息子に倒される。本作ではパパスの息子を人質にとるときに使用した「死神の大鎌」で攻撃し、パパス王を殺害するときに使用した「メラゾーマ」で攻撃してくる。

『II』第4章から登場
邪神官 ハーゴン
『ドラゴンクエストII 悪霊の神々』に登場した。破壊神シドーを崇拝する大神官。邪教の力で世界を覆いつくそうとしており、ロトの子孫が築いたムーンブルクの国を滅ぼした。同じくロトの子孫が築いたサマルトリアやローレシアの国にも手を伸ばそうとしている。本作では大胆な武闘派のキャラクターへとアレンジされており、原作のように「イオナズン」を使って攻撃してくるほか、自らの肉体を駆使した打撃技を使いこなす。

『II』第5章から登場
魔王 ムドー
『ドラゴンクエストVI 幻の大地』に登場した。世界を恐怖で覆っている魔王で、デスタムーアの配下の四大魔王の一人。現実世界のダーマ神殿を滅ぼし、夢の世界のダーマ神殿をも封印した張本人であり、その理由は神官によって力を与えられた者が自分たちを滅ぼすことを恐れたためである。相手に幻覚を見せる術や相手を眠りに引きこむ術、相手の体と精神を分離させ、精神を夢の世界に飛ばす術などを使いこなす。『VI』では使用しなかった、メラゾーマなどの強力な呪文も使う。

『II』第6章から登場
魔王 バラモス
『ドラゴンクエストIII そして伝説へ…』に登場した。魔物たちの頂点に立つ存在と思われたが、実際は大魔王ゾーマの部下にすぎない。ネクロゴンドの山奥に城を構え、世界征服のための勢力を整えている。世界征服の足がかりとしてテドンの村を滅ぼしており、世界中に恐怖を与えている。勇者との対決では「ふたたび生き返らぬよう、そなたらのハラワタを喰らいつくしてくれるわっ！」という言葉を投げかけており、おぞましい印象を残している。知性がとても高く、バギクロス（『III』では未使用）やイオナズンなどの呪文攻撃が得意。

『レジェンド』よみがえる伝説から登場
魔王 オルゴ・デミーラ
『ドラゴンクエストVII エデンの戦士たち』に登場した。エスタード島以外の島や大陸を全て切り取り闇の中に封印した魔王である。人の姿をしているが、これはかりそめの姿であり、追い込まれると真の姿に変身する。今作では打撃と呪文をバランスよく使いこなす。

『レジェンド』逆襲の魔王から登場
闇竜 バルボロス
『ドラゴンクエストIX 星空の守り人』に登場した。ガナン帝国に仕える黒き竜。その名の通り暗黒の攻撃を得意とする。300年前グレイナルとの戦いで命を落としたが、ガナン帝国の復活とともに蘇り、さらなる力を手にしてグレイナルに逆襲し、その後も守り人ナイン達の脅威となり続けた。

### 大魔王
原作ではラストボス、あるいは隠しボスとして登場したキャラクター。各『レジェンドクエスト』を条件を満たしてクリアしたのち、後述のレジェンド6体合体を利用する、あるいは前述のレジェンド大魔王カードを使用すると、プレイヤーとして使用できるようになる。
『I』第1章から登場
暗黒神 ラプソーン
『ドラゴンクエストVIII 空と海と大地と呪われし姫君』に登場した。かつて光と闇の世界を一つにしようとした邪悪な神である。7人の賢者たちによって、肉体と魂を分離させられた状態で封印されていたが、魂の依り代に使われている神鳥の杖を持った者の心を操り封印を破らせるために行動させることで復活した。本作では変身後の完全体で登場するが、原作でその身を包んでいた、あらゆる攻撃を受け付けない絶対防御を誇る「闇の結界」は本作ではまとっていない。原典では究極魔法「マダンテ」などの激しい攻撃を放ったが、本作では原作では登場しなかった暗黒呪文「ドルモーア」を使う。『レジェンド』では真の力を解放した「真・ラプソーン」が出現する。その違いは目を赤く光らせている点と体色が鮮やかな点である。この形態では真の力が解放されたことにより強力な技が使えるようになる。とどめの一撃はドルモーアの上位呪文である「ドルマドン」。本来は暗黒の波動でダメージを与える呪文だが、本作では暗黒の力を「闇の結界」のように纏って体当たりするという攻撃方法をとる。

『I』第3章から登場
闇の覇者 竜王
『ドラゴンクエスト』に登場した。竜王が人の姿を捨てて真の姿である巨大な竜の姿となったもの。するどい牙で相手を喰いちぎる攻撃のほか、灼熱の炎を吐き、敵を焼き尽くす攻撃も得意。また、原典ではこの形態では呪文は使わなかったが、本作では、ベギラゴンの呪文も使用する。容姿は原作とやや異なり、『ドラゴンクエストVIII』に登場した「永遠の巨竜」と同じ姿になっている。『II』では真の力を解放した「真・竜王」が登場する。その違いは目を赤く光らせている点と体色が鮮やかな点である。この形態では真の力が解放されたことにより強力な技が使えるようになる。とどめの一撃は全身に滾らせた暗黒の力を口から放射する「闇の波動」。

『I』第5章から登場
破壊神 シドー
『ドラゴンクエストII 悪霊の神々』に登場した。邪神官ハーゴンが崇拝するまがまがしい神である。4本の腕を生かして殴りかかったり、ブレスや呪文など多彩な攻撃を持つ。また、『II』以降では真の力を解放した「真・シドー」が出現する。その違いは目を赤く光らせている点である。この形態では真の力が解放されたことにより強力な技が使えるようになる。とどめの一撃では、原作では使用しなかった呪文「ジゴデイン」を唱える。

『I』第7章から登場
大魔王 ゾーマ
『ドラゴンクエストIII そして伝説へ…』に登場した。魔王バラモスよりも強大な力を持っていて、アレフガルドを闇に閉ざしてしまった。「やみのころも」で身を守り、ダメージを軽減させている。また、すべての呪文・特技の効果を消し去る「いてつくはどう」を初めて使用したボスとしても知られている。原典では伝説の勇者が「光の玉」を使って「やみのころも」をはぎ取り、防御効果が薄れたところを攻めて倒したが、本作でもスペシャルカード「光の玉」が登場するので、「やみのころも」をはぎ取るシーンを再現できる。原作では難易度こそ高いものの光の玉を使わずとも倒すことが出来たが、本作ではターン数の制限等の理由により、光の玉なしで倒すことは不可能である。『II』でも第6章から登場。通常のゾーマは最初から「やみのころも」が無い状態であるため、「光の玉」を使っても何も起きない。一方、真の力を解放した「真・ゾーマ」も出現し、こちらは目を赤く光らせている点と体色が赤みを帯びている点、前作同様「やみのころも」を纏っている点が通常と異なる。この形態では真の力が解放されたことにより強力な技が使えるようになる。さらに『レジェンドクエストIII』では通常のゾーマも「やみのころも」を纏っている。とどめの一撃では、原作では使用しなかった「メラガイアー」を唱える。玉座に座ったまま呪文を唱えるため、威圧感に満ち溢れている。

『II』第1章から登場
魔族の王 デスピサロ
『ドラゴンクエストIV 導かれし者たち』に登場した。恋人のロザリーを人間に殺害されたことで怒りと憎しみに燃えた魔剣士ピサロが、人間を根絶やしにするべく進化の秘法によってまがまがしい進化を遂げた姿である。原典では徐々に姿を変える演出があったが、本作では最初から最終形態での登場。巨体を生かした攻撃はダメージが大きい。原作では最終形態になると変化しなかったが、本作では真の力を解放した「真・デスピサロ」が登場する。その違いは目を赤く光らせている点と体の色が前よりも鮮やかな点である。真の力が解放されたことによって強力な技が使えるようになる。とどめの一撃は闇の力を宿した剣で空間ごと相手を切り裂く「ダークマター」。これを使用する際に他の大魔王とは異なり、この最終形態から人間体のピサロに戻って攻撃を行っている。
地獄の帝王 エスターク
『ドラゴンクエストIV 導かれし者たち』で初登場した。かつて地獄の帝王として恐れられ、地中深く封印されていたが、封印を知らない人間の手によって復活する。二刀流で激しく斬りつける攻撃が得意。勇者ソロたちが活躍した時代の後世に当たる『ドラゴンクエストV 天空の花嫁』にも登場したが、長く眠っていたこともあり、自分が地獄の帝王と呼ばれていたことを忘れている。本作では、主に各章の後期に登場する。また、本作では真の力を解放した「真・エスターク」が出現する。その違いは目を赤く光らせている点である。この形態では真の力が解放されたことにより強力な技が使えるようになる。とどめの一撃は眠っていた真の力を解放し、炎をまとった双剣を投げて攻撃する「目覚めの力」。生息地はエスターク神殿とされているが、本作では『V』の「謎の洞くつ」の深部が戦場となっており、体色もリメイク版を含む『ドラゴンクエストIV』の水色ではなく、『ドラゴンクエストV』以降の黄土色である。

『II』第3章から登場
魔界の王 ミルドラース
『ドラゴンクエストV 天空の花嫁』に登場した。魔界を支配する魔物たちの王。魔界の支配では飽き足らず、人間界の支配にも乗り出した。本作では真の姿で登場する。また、本作では真の力を解放した「真・ミルドラース」が出現する。その違いは目を赤く光らせている点である。この形態では真の力が解放されたことにより強力な技が使えるようになる。とどめの一撃では、原作では使用しなかった「マヒャデドス」を唱える。

『II』第5章から登場
幻魔王 デスタムーア
『ドラゴンクエストVI 幻の大地』に登場した。夢と現実の二つの世界を支配しようと画策し、はざまの世界を作り出した大魔王。魔王ムドーはデスタムーアの下部であり、ほかにも直属の部下を従えている。本作では原作における第2形態（全身にトゲの生えた巨大な魔物の姿）で登場し、原作と同じようにバイキルトの呪文で攻撃力を上げて攻撃してくる。また、とどめの一撃の際は最終形態（顔と両手から形成される姿）になり、原作では使用しなかった呪文「イオグランデ」を唱える。また、本作では真の力を解放した「真・デスタムーア」が出現する。その違いは目を赤く光らせている点である。この形態では真の力が解放されたことにより強力な技が使えるようになる。

『II』第6章から登場
魔神 ダークドレアム
『ドラゴンクエストVI　幻の大地』に登場した。『破壊と殺戮の神』の異名を持ち、魔王すらその糧とする伝説の大悪魔である。誰の命令も受けないと述べ、かつて自分を召喚したグレイス王国を滅亡させた。幻魔王デスタムーアを遥かに凌駕する超絶的な実力を持ち、両腰に携えた二本の剣を繋ぎ合わせて使用する特殊な形状の双刃剣を巧みに操って戦う他、勇者専用呪文である「ギガデイン」をも使いこなす。本作ではエスターク同様後期で追加される大魔王である。また、本作では真の力を解放した「真・ダークドレアム」が出現する。その違いは目を赤く光らせている点と体が赤みを帯びているである。この形態では真の力が解放されたことにより強力な技が使えるようになる。とどめの一撃は全身に力を漲らせて飛翔し、上空から鋭い蹴りを叩き込む「雷鳴豪断脚」。力を溜める際、鎧や兜を走っている赤いラインが光を放つ演出が存在する。

『レジェンド』よみがえる伝説から登場
天魔王 オルゴ・デミーラ
『ドラゴンクエストVII エデンの戦士たち』に登場した。魔王オルゴ・デミーラが真の姿を見せたもので、『天地を統べる者』を名乗る。かつて神との戦いに勝利するも、一度は少年アルス達に倒される。しかし、完全には滅んでおらず、静かに復活のときを待っていた。そして、現代における神の復活の儀式を利用して蘇ることに成功し、神に成りすまして再び世界の支配をもくろむ。今度はエスタード島すら封印することに成功しているが、魔王の存在に気づいたアルスたちに正体を見破られ、本拠地であるダークパレスで決戦のときを待った。本作では原作における最終決戦時の第1形態（竜とムカデが融合したような魔物の姿）で現れ、第3形態以降の姿（人間態、モンスター態がゾンビ化したような姿）になることはない。
本作では真の力を解放した「真オルゴ・デミーラ」が出現する。その違いは目を赤く光らせている点と体が赤みを帯びている点である。この形態では真の力が解放されたことにより強力な技が使えるようになる。とどめの一撃は原作の最終形態で使用した「マダンテ」。

『レジェンド』逆襲の魔王から登場
堕天使 エルギオス
『ドラゴンクエストIX 星空の守り人』に登場した。かつては人間を愛する最高位の天使で、ナザム村の守護天使を務めていたが、300年前に地上に降りた際、当時のナザム村長の裏切りによって魔帝国ガナンに拘束され、力を奪われて兵士の魔物化による兵力強化や闇竜バルボロスの強化などの実験台にされ、その中で人間やそれを野放しにしている神や天使に対する憎悪が生まれ、帝国領を一瞬で死の世界へと変える。それから300年後、人間と神に復讐するべく、増幅した憎しみの力で手始めに巨大地震を発生させて世界を混乱に陥れ、ガナン帝国を魔物の軍団として蘇らせ操り、それを打ち倒した守り人ナインによって拘束を解かれるとともに神の国を占拠し（この時神・グランゼニスは行方不明である）世界を破滅に追い込もうとした。第一形態は辛うじて天使だった頃の面影を残しているが、第二形態は天使であることを完全に捨て去り、おぞましい巨大な悪魔のような姿へと変貌。本作でもこの姿で登場する。
本作ではオルゴ・デミーラがとどめの一撃として使った「マダンテ」を通常の攻撃として使用する。また、本作では真の力を解放した「真・エルギオス」が出現する。その違いは目を赤く光らせている点（ただし他の大魔王に比べ色が暗いため判別が難しい）と体色が鮮やかになっている点である。この形態では真の力が解放されたことにより強力な技が使えるようになる。とどめの一撃は絶望と憎悪の炎に身を焦がして突撃し、全てを破壊し尽くす「天地崩壊」。

## レジェンドモード
2010年1月15日から稼動開始の『レジェンド』で新登場のモード。（従来の一連のバトルを「バトルロードモード」と名付け区別）歴代ドラゴンクエストシリーズの名場面を再現できるモードであり、バトルロードの戦闘ルールにのっとってナンバリングタイトルの敵キャラと戦っていく。8章構成で、1クレジットで2章分までプレイできる。
特徴としては、スキャンするモンスターおよび主人公の職業は自由だが、スペシャルカードはその作品のキャラが描かれているカードしか使用できないということである。例えば『レジェンドクエストI』なら、『ドラゴンクエストI』（剣神ドラゴンクエスト）の「ロトの血を引く者」が描かれているカードしか使用できない。
このモードでは、通常のバトルロードモードでは登場せず、プレイヤーが使用することができない敵専用のモンスターや、プレイヤーが実現できないチームの組み合わせ（同じモンスターを複数、本来合体するはずのチーム等）が存在する。また、バトルロードモードでは魔王は必ず単体で出現するが、このモードでは作品によってはしもべを引き連れている場合もある。
魔王・大魔王の使用する技はルーン文字で表記されていて、行動するまでどの技を使用するかわからない。
クリアした際にランク付けがされ、もう一度プレイすると魔王・大魔王との戦いのみを楽しむことができる。戦闘数はレジェンドクエストによって異なり、2戦（魔王→大魔王）の場合と、3戦（魔王や中ボス戦後の後に大魔王戦を行う、または大魔王が2戦ある）を行う場合がある。さらに、高いランクでクリアすると、バトルロードモードのチャレンジバトル（2人プレイ）で大魔王をプレイヤーとして使えるようになり、その方法が明かされる。
レジェンドモードでは下記の他作品との連動には対応していない。

### レジェンドモード登場のタイトル
斜体はレジェンドモードのみに登場するモンスター。

#### レジェンドクエストI
1月15日〜
シリーズ第1作目となるドラゴンクエストのストーリーを再現。ロトの血を引く者の立場になって物語を進めていき、竜王を倒すことが目的となる。画面中で登場するロトの血を引く者の姿は概要説明にある通り、『剣神ドラゴンクエスト 甦りし伝説の剣』のデザインとなっている。
使用できるスペシャルカード：秘剣ドラゴン斬り（ロトの血を引く者）、ロトの紋章、ロトの血を引く者
クエスト
第一章 旅立ち
出現するモンスター：スライムベス、スライム、ドラキー
第二章 竜の棲む洞窟
出現するモンスター：キースドラゴン、ドラゴン、ダースドラゴン
第三章 死者の集いし地
出現するモンスター：メーダロード、ヘルゴースト、死霊の騎士
第四章 メルキドの守護者
出現するモンスター：怒りの魔人
第五章 滅びの街
出現するモンスター：スターキメラ、だいまどう、ドラゴン
第六章 悪魔の使い
出現するモンスター：悪魔の騎士
第七章 闇へのいざない
出現するモンスター：竜王人間体（悪の化身 竜王）、キースドラゴン、ダースドラゴン
第八章 最後の戦い
出現するモンスター：竜王あるいは真竜王※（闇の覇者 竜王）

#### レジェンドクエストII
2月12日〜
シリーズ第2作目となるドラゴンクエストII 悪霊の神々のストーリーを再現。ローレシアの王子の立場になって物語を進めていき、邪神官ハーゴンと破壊神シドーを倒すことが目的となる。
使用できるスペシャルカード：いなずまの剣、ルビスの守り、はやぶさの剣、風のマント、みずのはごろも、ラーのかがみ、悪霊の神々
クエスト
第一章 出会い
出現するモンスター：バブルスライム、スライム、ドラキー
第二章 集結
出現するモンスター：メタルスライム、しにがみ、ホイミスライム
第三章 旅の扉
出現するモンスター：グレムリン×3
第四章 ロトの紋章
出現するモンスター：ガーゴイル、キラータイガー、ようじゅつし
第五章 極寒の大地
出現するモンスター：キラーマシン、ハーゴンの騎士、ドラゴン
第六章 ロンダルキアの悪魔たち
出現するモンスター：アークデーモン、アトラス、シルバーデビル
第七章 邪神官の儀式
出現するモンスター：ハーゴン（邪神官 ハーゴン）、バズズ、ベリアル
第八章 悪霊の神々
出現するモンスター：シドー或いは真シドー※（破壊神 シドー）

#### レジェンドクエストIII
3月12日〜
シリーズ第3作目となるドラゴンクエストIII そして伝説へ…のストーリーを再現。伝説の勇者の立場になって物語を進めていき、魔王バラモス、そして真の黒幕である大魔王ゾーマを倒すことが目的となる。
使用できるスペシャルカード：ギガデイン、光の玉、そして伝説へ…
クエスト
第一章 全ての始まり
出現するモンスター：アルミラージ、キャタピラー、さまようよろい
第二章 盗賊の隠れ家
出現するモンスター：カンダタ、カンダタこぶん×2
第三章 砂漠の女王
出現するモンスター：ミイラおとこ、ひとくいばこ、キャットフライ
第四章 仲間とともに
出現するモンスター：ボストロール、おばけきのこ、ばくだんいわ
第五章 魔王の居城
出現するモンスター：だいまじん、うごくせきぞう、ドラゴンゾンビ
第六章 魔王との死闘
出現するモンスター：バラモス（魔王 バラモス）
第七章 邪悪な波動
出現するモンスター：バラモスブロスバラモスゾンビ、ドラゴン
第八章 そして伝説へ
出現するモンスター：ゾーマ或いは真ゾーマ※（大魔王 ゾーマ）

#### レジェンドクエストIV
4月9日〜
シリーズ第4作目となるドラゴンクエストIV 導かれし者たちのストーリーを再現。勇者ソロの立場になって物語を進めていき、魔族の王デスピサロを倒すことが目的となる。
使用できるスペシャルカード：ギガソード、マホステ、仁王立ち、ほしふるうでわ（アリーナ）、キラーピアス、賢者の石、メダパニーマ、正義のソロバン、ゆうわくの踊り、ドラゴラム、銀のタロット、進化の秘法、いてつくはどう、導かれし者たち
クエスト
第一章 王宮の戦士たち
出現するモンスター：ピサロの手先、おおめだま×2
第二章 おてんば姫の冒険
出現するモンスター：ベロリンマン、あばれうしどり、ピクシー
第三章 武器商人トルネコ
出現するモンスター：ポイズンリザード、リリパット、いたずらモグラ
第四章 モンバーバラの姉妹
出現するモンスター：キングレオ
第五章 ロザリーの思い出
出現するモンスター：ピサロナイト、アイスコンドル、プテラノドン
第六章 導かれし者たち
出現するモンスター：ギガデーモン
第七章 魔族の王
出現するモンスター：ピサロ（魔剣士 ピサロ）
第八章 進化の秘法
出現するモンスター：デスピサロ或いは真デスピサロ※（魔族の王 デスピサロ）

#### レジェンドクエストV
5月14日〜
シリーズ第5作目となるドラゴンクエストV 天空の花嫁のストーリーを再現。伝説の魔物使いの立場になって物語を進めていき、魔界の王ミルドラースを倒し、さらに復活した地獄の帝王･エスタークも倒すことが目的となる。
使用できるスペシャルカード：ドラゴンオーブ、王者のマント、炎のリング、水のリング、フラワーパラソル、戦いのドラム、天空の花嫁
クエスト
第一章 父の背中
出現するモンスター：おばけキャンドル、メラリザード、いっかくうさぎ
第二章 天空の花嫁
出現するモンスター：雪の女王、ザイル、ドラキーマ
第三章 盗賊王
出現するモンスター：カンダタ
第四章 光の教団
出現するモンスター：ラマダ、オークLv20、キメーラLv35
第五章 古の悪魔
出現するモンスター：ブオーン
第六章 邪教の使徒
出現するモンスター：ゲマ（邪教の使徒 ゲマ）
第七章 魔界の王
出現するモンスター：ミルドラース或いは真ミルドラース※（魔界の王 ミルドラース）
第八章 地獄の帝王
出現するモンスター：エスターク或いは真エスターク※（地獄の帝王 エスターク）

#### レジェンドクエストVI
6月11日〜
シリーズ第6作目となるドラゴンクエストVI 幻の大地のストーリーを再現。勇者レックの立場になって物語を進めていき、魔王ムドーと幻魔王デスタムーアの野望を打ち破り、さらに異次元より召喚された破壊と殺戮の神･ダークドレアムを倒すことが目的となる。
使用できるスペシャルカード：ビッグバン、グリンガムのムチ、めいそう、ミラクルソード、秘剣ドラゴン斬り（テリー）、魔神のかなづち、天使の眼差し、幻の大地
クエスト
第一章 精霊の祭り
出現するモンスター：ファーラット、ぶちスライム、シールドこぞう
第二章 ラーの鏡
出現するモンスター：くさったしたい、ポイズンゾンビ、しのどれい
第三章 魔王城突入
出現するモンスター：デビルアーマー×2、ヘルビースト
第四章 三度目の戦い
出現するモンスター：ムドー（魔王 ムドー）、きりさきピエロ×2
第五章 真実の自分
出現するモンスター：まおうのつかい、てっこうまじん、ずしおうまる
第六章 強さを求めて
出現するモンスター：アクバー
第七章 幻魔王との戦い
出現するモンスター：デスタムーア或いは真デスタムーア※（幻魔王 デスタムーア）
第八章 魔神復活
出現するモンスター：ダークドレアム或いは真ダークドレアム※（魔神 ダークドレアム）

#### レジェンドクエストVII
7月9日〜
シリーズ第7作目となるドラゴンクエストVII エデンの戦士たちのストーリーを再現。少年アルスの立場になって物語を進めていき、天魔王オルゴ・デミーラを倒すことが目的となる。
使用できるスペシャルカード：精霊の紋章、稲妻雷光斬、天使の歌、エデンの戦士たち
クエスト
第一章 世界にひとつだけの島
出現するモンスター：スライム×2、ねこまどう
第二章 悲しき死闘
出現するモンスター：ナイトリッチ、ゴーレム、デスゴーゴン
第三章 からくり兵団来襲
出現するモンスター：からくり兵×2、プロトキラー
第四章 ダーマの復活
出現するモンスター：デビルアーマー、スライムナイト、あくましんかん
第五章 風の吹く谷
出現するモンスター：レッサーデーモン、ポンコツ兵、ダッシュラン
第六章 精霊の紋章
出現するモンスター：炎の精霊、ネンガル、まかいじゅう
第七章 天を制した魔王
出現するモンスター：オルゴ・デミーラ（魔王 オルゴ・デミーラ）
第八章 エデンの戦士たち
出現するモンスター：オルゴ・デミーラ或いは真オルゴ・デミーラ※（天魔王 オルゴ・デミーラ）

#### レジェンドクエストVIII
8月6日〜
シリーズ第8作目となるドラゴンクエストVIII 空と海と大地と呪われし姫君のストーリーを再現。勇者エイトの立場になって物語を進めていき、魔性の道化師ドルマゲスと暗黒神ラプソーンを倒し、竜神王の試練を乗り越えることが目的となる。
使用できるスペシャルカード：ギガスラッシュ、スーパーハイテンション、大ぼうぎょ、ステテコダンス、マジックバリア、ぱふぱふ、ほしふるうでわ（ククール）、みわくの眼差し、空と海と大地と呪われし姫君
クエスト
第一章 旅の仲間
出現するモンスター：おおきずち、ドラキー、バブルスライム
第二章 道化師を追え
出現するモンスター：なげきのぼうれい、ミイラおとこ、くさった死体
第三章 海の記憶
出現するモンスター：ドン・モグーラ、いたずらモグラ×2
第四章 王家の試練
出現するモンスター：アルゴングレート、アルゴリザード×2
第五章 追跡の果てに
出現するモンスター：ドルマゲス（魔性の道化師 ドルマゲス）
第六章 闇に閉ざされた世界
出現するモンスター：暗黒の魔人
第七章 暗黒神降臨
出現するモンスター：ラプソーン或いは真ラプソーン※（暗黒神 ラプソーン）
第八章 竜神族の王
出現するモンスター：竜神王（聖なる巨竜 竜神王）
※ゲーム台で通算で30回以上通常大魔王を倒していた場合、かつ「魔王戦からはじめる」でプレイしている場合、真大魔王が登場することがある。

### レジェンド6体合体
先述の通り、レジェンドクエストを高ランクでクリアすることで大魔王を召喚することが可能となる。召喚は合体モンスターと同様の形式で行われ、クリア時にカードの組み合わせ･順序が明かされる。基本的にはモンスターのみであるが、デスピサロに限り、スペシャルカードの進化の秘法を使用する。対応したレジェンドクエストで高ランクを取った冒険の書が必須で、必要なカードだけを知っていても召喚は不可能である。2Pチャレンジバトルでの召喚となるが、冒険の書は1枚しか使用しない。
通常の合体モンスターと違い、スキャンする順序は固定されており、1度でも間違えれば召喚失敗となる。また、最初の一枚をスキャンする際はゆうきスロットルをひねりながらスキャンする必要がある（2枚目以降はスロットルの操作は不要）。成功するとモリーのメッセージと共にスキャン画面が変化するため、判別は容易。召喚成功後はレジェンド大魔王カードを使用した場合と全く同じ仕様であるため、該当する大魔王カードを所持している場合はこの6体合体が必要なくなる（レジェンドクエストをクリアする必要もない）。
『ビクトリー』ではレジェンド6体合体が廃止され、大魔王を使用するにはレジェンド大魔王カードが必須となった。

## 他作品との連動

### 超連動
『II』の第5章から、超連動と題した『ドラゴンクエストIX 星空の守り人』との連動要素が開始した。バトルロードで大魔王戦まで進むと、筐体の上にあるドラゴンの目が赤く点滅する。この時『IX』ですれちがい通信をすると、筐体で戦っている大魔王と『IX』上で戦える「宝の地図」が手に入る。手に入る大魔王の地図は以下の通り。
- シドー（5章・勇者たちの挑戦）
- デスタムーア（5・6章・勇者たちの挑戦）
- エスターク（5章後期・勇者たちの挑戦）
- ゾーマ（6章・よみがえる伝説・勇者たちの挑戦）
- ダークドレアム（6章後期・よみがえる伝説後期・怒れる大地後期・逆襲の魔王後期・勇者たちの挑戦）
- オルゴ・デミーラ（よみがえる伝説・怒れる大地・勇者たちの挑戦）
- ラプソーン（怒れる大地・逆襲の魔王・勇者たちの挑戦）
- 竜王（勇者たちの挑戦）
- デスピサロ（勇者たちの挑戦）
- ミルドラース（勇者たちの挑戦）

※現在は全て『IX』の通常プレイ及び追加クエストでも入手できるが、多くは一度きりであり、こちらは無限に入手することができる。

### ジョーカー連動
レジェンド『逆襲の魔王』から、『ドラゴンクエストモンスターズ ジョーカー2』との連動要素が開始。『IX』との超連動同様、すれちがい通信にて受信を行う。バトルロードで特定の魔王戦に進むと、筐体のドラゴンの目が点灯する。このとき『ジョーカー2』ですれちがい通信をすると、戦っている魔王と『ジョーカー2』上で戦えるようになるチケットが手に入る。このチケットで戦闘するモンスターはスカウトして仲間にすることができる。チケットを入手できるのは1日3回までで、この戦闘は「思い出の戦い」に保存することが出来ないため一発勝負となる。
なお、2010年5月14日の稼動直後、筐体の設定がなされておらず連動ができない（プレイ前に判別はできない）という不具合が多発した。
手に入る魔王のチケットは以下の通り。
- 勇車スラリンガル
- ドルマゲス
- バルボロス
- ダークドレアム

※勇車スラリンガルに限り、自分が使用している場合でも連動することができる。

## 関連商品

### 攻略本
- Vジャンプブックス ドラゴンクエスト モンスターバトルロード 超ビクトリーガイド（ISBN 9784087794410）
- Vジャンプブックス ドラゴンクエスト モンスターバトルロード 超ウィナーズガイド（ISBN 9784087794588）
- Vジャンプブックス ドラゴンクエスト モンスターバトルロード 超チャンピオンガイド（ISBN 9784087794793）
- Vジャンプブックス ドラゴンクエスト モンスターバトルロードII 超2ファイターズガイド（ISBN 9784087794854）
- Vジャンプブックス ドラゴンクエスト モンスターバトルロードII 超2マスターズガイド（ISBN 9784087795097）
- Vジャンプブックス ドラゴンクエスト モンスターバトルロードIIレジェンド 超2レジェンドガイド（ISBN 9784087795400）
- Vジャンプブックス ドラゴンクエスト モンスターバトルロードIIレジェンド 超2アルティメットガイド（ISBN 9784087795554）

### その他
- オフィシャルカードケース - カード約80枚を収納できるケース。
- オフィシャルカードファイル - カード約90枚を収納できるファイル。様々な種類のものが発売された。
- オフィシャルカードアルバム - カードを数百枚収納できるアルバム。いずれも限定カードが同梱されている。
- オフィシャルカードバインダー - 3ポケットリフィル10枚付きのバインダー。別売りのリフィルでカードを更に収納できる。
- スターティングキット - アイテムカード3枚、相性の良いモンスターカード2枚、冒険の書1枚のセット。

## バトルロードMOBILE
本作は、携帯電話アプリでも配信されている。携帯電話版でもアーケード版と同様のカードバトルが可能。携帯電話のカメラでアーケード版のモンスターカードを撮影することにより、そのカードのデータをアプリに取り込むことができる(後に贈り物機能が追加されたため廃止)。ただし、携帯電話アプリではアーケード版のようにスペシャルカードを使うことは出来ない。その代わり、モンスターに新たな特技を覚えさせることができる「特技カード」と、モンスターの性能を強化する「装備カード」がある。その他の独自の点は以下のとおり。

### モバイル版独自の点
- 日本全国のバトルロードMOBILE使用者とオンラインで対戦することができる。
- 戦績に応じ、全利用者を6つのリーグに分けている。始めたばかりは「ビギナー」、のち「ブロンズ」、「シルバー」、「ゴールド」、「プラチナ」（プラチナはSoftBankには無い）の順にランクは高くなる。後述するホーム戦やアウェイ戦は同リーグに所属するプレイヤーのみと戦う。基本的にランクが高いほどプレイヤーの実力が強い。
- 各プレイヤーの戦績は各リーグごとに上位100人がサイトのランキングで掲載される。
- 規定バトル回数を超えないと、上位リーグにあがれない。また、バトルを怠っていると、バトルに積極的でない人が集まるリーグ「リトライ」に降格してしまう。リトライにはランキングが存在しない。
- 自分の使っているチームで、他のランダムで選ばれた対戦相手とバトルすることを『ホーム戦』という。ホーム戦で勝てば、自動評価により1〜10個の星を獲得できる。
- パックを買えば、モンスターカードと特技カード、装備カードを手に入れられる。
- 自分の使っているチームが、他の対戦相手のところに呼ばれ対戦しに行くことを『アウェイ戦』という。アウェイ戦の内容は見ることができないが、勝率は遠征勝率で確認できる。
- ホーム戦に勝てば、戦績に応じて1〜10個の星と、勝利のご褒美を1枚もらうことができる。また、星を100個集めれば、レア度の高い特別ご褒美1枚と交換することができる。
- 特技カードを使用することにより従来の赤、青に加えて、緑の技を使うこともできる。
- 合体モンスターは全員3つ目の特技を覚えている。
- モンスター同士を融合させることができ、ステータスを上げることができる。
- ターンはアーケード版では6ターンだったが、モバイル版では10ターン制。
- ステータスがアーケード版と異なる。体力が200〜400程度増加し、その他のステータスは1/2〜1/3化（特にプラチナキングはアーケード版ではHP998だったが、モバイル版では2070と2倍以上増加）。そのため与えるダメージがアーケード版より少ない。
- アーケード版未登場のモンスターが登場。
- アーケード版バトルロードII以降に登場したモンスターの特技や合体パターンがアーケード版と異なる。
- スペシャルカードが無い代わりに、モバイル版ではゆうきゲージがたまるとそのターンだけ与えるダメージを増加させることができる。
- 相性の組み合わせや必殺技の組み合わせがアーケード版と異なる。
- DoCoMoでは、2009年6月17日より冒険モードが追加された(後にSoftBankでも稼動)。これは、マップ上の敵を、3体のモンスターチームで倒し、お宝をゲットする、というものである。マップは1つにつき100DQポイント。各月マップ1つを、無料で購入することが出来る。また、これをインストールすると、特別ご褒美でもらえるカードが2枚になる。ただし、ホーム戦で勝ったときにもらえる星の数は減る。